# 장준하
장준하(張俊河, 1918년 8월 27일~1975년 8월 17일)는 일제 강점기의 독립운동가이자 대한민국의 정치인, 종교인, 언론인, 사회운동가이다.

## 주요 이력
본관은 안동으로, 일제강점기에 교육 활동을 하였고, 일본군에 학도병으로 자원입대 하여, 1944년 1월 제65사단 7991부대에 배치되었으나 그해 7월 장쑤성 쉬저우에서 탈출, 중국 중앙군관학교에서 훈련을 받고 국민혁명군준위가 되었다.
1945년 중국 쓰촨성 충칭의 대한민국 임시 정부를 찾아가 1945년 2월부터 한국광복군 소위로 복무하였다. 한국광복군으로 재직 중 미국 CIA의 전신인 전략첩보대(OSS)에서 활동하면서 3개월간 국내 진공작전에 가담하여, 국내 밀파 특수공작원으로 대기하던 중 8.15 광복을 맞이하였다. 1945년 11월 임정 귀국 제1진으로 귀국, 이후 김구의 비서로 있다가 이범석의 민족청년단에서 활동하기도 했다.
대한민국 정부 수립 이후 제1공화국에서 공무원에 채용되어 서기관으로 임용되었고, 1950년 문교부 국민정신계몽 담당관, 1952년 문교부 국민사상연구원 기획과장, 서무과장, 사무국장 등을 지내고 《사상계》를 창간하였으며, 1956년 동인문학상을 제정하였다. 《사상계》는 당시 자유당 정권을 규탄하며 4·19 혁명의 단초가 되었으며, 혁명 이후 제2공화국에서 장면 내각의 문교부 대학교육심의회 의원, 국토건설단 기획부장, 국토건설단장 등을 지냈다.
5·16 쿠데타 이후 한일회담 반대운동, 베트남 전쟁 파병반대운동에 가담했다. 6대 대선에서 윤보선의 지지 유세 중 박정희의 친일파,남로당 경력을 문제 삼았다가 선거법 위반으로 옥고를 치렀고, 이후 신민당과 윤보선과 함께 국민당에서 활동했다. 1967년부터는 7대 국회의원을 지내 국방위에서 활동하였다. 1974년 대통령 긴급조치 1호 위반 혐의로 기소돼 징역 15년과 자격정지 15년 선고에 대해 2013년 1월 24일 서울중앙지법 형사합의에서 무죄를 선고했다.
1975년 박정희 정권에 대항하는 모종의 거사를 준비 도중, 8월 17일 경기도 포천 약사봉에서 의문의 최후를 맞았다.
가명으론 김신철(金信鐵)을 썼으며, 일본식 창씨개명 이름은 '하리야스 슌가'(張安俊河)이다.

## 생애

### 어린 시절

#### 출생과 가계
1915년 평안북도 의주군 고성면 연하동에서 장로교 목사이던 장석인(張錫仁)과 김경문(金京文)의 4남 1녀 중 첫째 아들로 출생하였으며 3살 즈음에 삭주군으로 이사와서 해방 후 월남할 때까지 삭주에 주소지를 두었던 그에게 할아버지 장윤희(張潤熙)는 그에게 큰 기대를 걸었다고 한다. 이후 동생으로 장익하, 장명하(張明河)와 장창하(張昌河), 여동생 장영하(張英河) 등이 태어났다. 할아버지 장윤희는 일찍 개명한 개화 인사로서, 기독교 사상을 받아들여 개신교 장로가 되었다. 학문이 뛰어난 지식인이었던 할아버지는 한학에 밝아, 중국어를 구사할 수 있었으며, 한의사와 한학자로 활동하였다. 또한 고향 의주에 양성학교(陽成學校)라는 사립학교를 세우고 교사가 되어 학생들을 가르치기도 했다.
장윤희는 상투를 틀지 않았다 하며 과거를 보기 위해 주자학을 공부하였으며, 신학문의 영향으로 기독교인이 되어, 가족까지 전도하여 기독교 가정을 이룩했다. 이후 깊은 신앙심으로 아들을 개신교 목사로 길러냈으며, 이는 아들 장석인과 손자 장준하에게도 영향을 주었다. 장준하는 기독교 루수 집안이었지만 후에 아내가 된 김희숙을 따라 천주교로 개종하게 된다.
아버지 장석인은 지식인으로 기독교 학교인 신성중학교를 졸업한 뒤 1926년 평양의 숭실전문학교에 입학하여 1930년에 졸업하였다. 그 후 조선예수교장로회신학교(일명 평양신학교)를 졸업하여 장로교 목사안수를 받았고, 숭실중학교의 교사로 부임하였다. 목사 안수를 받았던 아버지 장석인은 숭실학교 교목 외에도 후에 원동교회(대한예수교장로회(합동))와 연희동교회(대한예수교장로회(합동)), 그리고 감천중앙교회(대한예수교장로회(고신) 내의 가정교회) 등에서 담임목사로, 장로교신학대학의 강사를 지내기도 했다.

#### 유년기
1920년 아버지 장석인이 독립운동에 가담했다가 일본 경찰의 추적을 받으면서 의주군을 떠나 삭주군으로 이사하게 되었다. 교육자이기도 했던 아버지 장석인은 자신의 사재를 들여 대관유치원을 세우기도 했다. 훗날 리영희가 이 대관유치원을 다녔다고 한다.
13살이 되던 해에 그는 삭주 대관보통학교 5학년에 들어갔다. 1933년 삭주(朔州) 대관보통학교를 졸업한 뒤 아버지 장석인이 교사로 근무하던 평양부 숭실중학교에 재학하였다.
그 후 아버지 장석인이 선천(宣川) 신성중학교의 교목이 되자 장준하는 아버지를 따라 선천 신성중학교로 전학하였다. 1937년 신성중학교 교장 장이욱이 수양동우회 사건 관련자로 검거되자, 이에 장준하는 학생대표를 동원하여 교장 석방을 위한 동맹시위 운동을 전개했다가 유치장에 갇히기도 했다. 아버지 장석인은 기독교인의 양심으로 신사참배를 거부하여 신성중학교 교사를 사퇴했으며 전도사로 목회하였다.

#### 교사생활과 도일 유학
장준하는 1938년 3월 신성중학교를 졸업한 후 숭실전문학교를 거쳐 부친처럼 개신교 목사가 될 계획이었으나 숭실전문학교가 신사참배 거부운동으로 폐쇄당하자, 1938년 평안북도 정주에 있던 신안소학교 교사로 부임하여 3년 동안 교사로서 활동하였다. 그 뒤 친구인 마라톤 선수 김익준의 권유로 일본 유학을 결심하게 되고 교사를 그만두고 일본에 유학하였다.
1940년 일본으로 건너간 장준하는 1941년 4월 도요 대학 철학과 예과를 거쳐 1942년 4월 장로교 계통인 일본신학교에 입학했다. 장준하가 입학할 무렵 전택부, 문익환, 김관석, 박봉랑 등이 같은 학교에 있었다. 일본신학교 재학 중 장준하는 선배 박영출 목사가 담임하는 숭덕교회(대한예수교장로회(통합))의 위원으로도 활동했다.
1943년 11월 장준하는 신안소학교 시절 제자이자, 같은 마을에 살던 김준덕과 노선삼의 맏딸인 김희숙과 결혼하였다. 김희숙의 집은 부친 김준덕의 중국 망명으로 조선총독부의 주목을 받았고, 김희숙은 이러한 사정을 장준하에게 알렸다. 결혼을 하는 것이 김희숙을 보호하는 길이라 확신하게 된 장준하는 김희숙의 편지를 받고 바로 귀국하여 김희숙과 결혼하였다. 결혼식은 1944년 1월 5일에 올렸다.

### 청년기

#### 일본군 입대와 탈출
1943년, 일본군 입대를 거부하고 노동어용령으로 끌려가는 친구 최기일을 기차역까지 마중나가 전송했다. 일본 경찰의 감시를 피해 그는 김창정(金昌禎) 등 소수의 친구들과 함께 최기일을 전송했다.
일제 강점기 당시 그는 일제에 의해 강제징집된 것으로 알려졌었다. 그러나 고향 친구 최기일은 자원 입대.라고 진술하였다. 최기일은 장준하의 일군 입대를 열심히 만류하였으나 그는 듣지 않고 학도병에 자원하여 입대했다.
후일 최기일에 의하면 '그는 어떤 뜻을 품었는지 일본군에 입대되기를 기다리고 있었다.'고 회고하였다. 장준하 역시 자신이 자원 입대했다고 밝혔다. 자원 입대한 이유를 그는 자신의 자서전 《돌베개》에서 밝혔다. '도쿄의 일본신학교에 다녔던 장선생은 ‘우리 집안의 불행을 내 한몸으로 대신하고자 이른바 그 지원에 나를 맡겨 버렸다’고 회고했다. 그의 부친은 일본의 신사참배를 거부한 개신교 목사로 왜정의 요시찰 인물이었다. 학병을 기피하면 자신의 약혼자가 정신대에 끌려가는 등 가족과 주변에 가할 탄압 때문에 학병에 지원했다.'는 것이 그의 설명이다.
또한, 학병으로 지원한 다음 중국에만 파견되면 일군을 탈출하고 중경 임시정부에 편입되기를 바랬기 때문이다. 그는 스스로 이를 환상 이라 표현할 정도로 어려운 일이 었으나, 그것만 믿고 지원했다.

#### 탈출과 이동

좌측부터 노능서, 김준엽, 장준하

1944년 1월 20일 일본 육군에 학도병으로 입소하여 훈련을 받고 평양주둔 제30사단 치중대에서 치중병으로 복무하였다.
2월 17일 중지나 주둔 일본군 제65사단 치중대(센(専) 7991부대)에 배속 되었고, 같은 해 7월 7일 중국 장쑤성(江蘇省) 쉬저우(徐州)에서 탈영하였다.
1944년 7월에 경비가 허술한 틈을 타 소수의 동지들과 함께 쉬저우 시내에서 일본군을 탈영, 중국 팔로군에서 김준엽, 노능서 등 역시 일본군을 탈출한 조선인 청년들을 만나 함께 걸어서 안후이성 임천까지 걸어갔다. 일본군에게 발각될 염려가 있었으므로 차량을 이용하지 못하고 걸어서 갔다. 탈영하면서 수배를 피해 민간인 복장을 갖추고 충칭까지 향했다. 이때 하늘의 별을 보고 성경에 나오는 돌베개를 생각하며, 나라를 잃은 부끄러운 선조들의 모습을 보고 반성하며 후손에게 부끄럽지 않은 선조들이 되자고 다짐했다. 후일 그의 자서전 돌베개는 이때 떠올린 야곱의 돌베개에서 힌트를 얻은 것이라 한다.
탈영 후 만난 김준엽과 평생 우정을 나눈다. 군입대 전 장준하는 목사 지망생으로 니혼신학교에, 김준엽은 게이오기주쿠대학 문학부 예과에 재학중이었다. 그들은 도쿄 유학생이었지만 서로 알고 지내는 사이는 아니었다.
다만 최기일은 이 둘과 서로 알고 지내던 사이었는데 최기일은 김준엽과 신의주고보와 게이오기주쿠 대학 동창이었고, 장준하와는 삭주군 대관동에서 어린시절부터 같이 살아온 고향친구였다. 하지만 그들은 일제의 학병 요구에 가장 적극적으로 저항하는 방식을 선택했다는 점에서 같았다. 두 사람은 마치 합의라도 한 듯이 '숨거나 피하지 않고 학병에 응하되 곧 탈영하여 광복군에 합류한다'는 방침을 미리 굳히고 떠났던 것이다.
1944년 3월 29일 새벽, 김준엽이 탈영을 했고, 1944년 7월 7일 장준하가 탈영했다.
"갑자기 마을 사람들이 왁자지껄 하는 소리가 들렸다.
마당으로 뛰어나가 보니 중국군복 차림의 청년들이 있었는데, 그 지성적인 얼굴과 느낌으로 대번 나는 나와 같은 한국의 학병일 것으로 단정했다.
한국분들이시죠?" 그렇다는 대답을 듣자마자 와락 달려들어 그들을 차례로 꽉 끌어안았다.
나는 이때처럼 감격에 차고 희열에 넘친 일은 없었다. (중략) 나와 장준하 형과의 만남은 이때가 처음인데 이로부터 그와 나는 친형제 이상으로 가깝게 지냈으며,
그가 1975년 8월에 별세할 때까지 연인처럼 일생고락을 함께 하게 된다. - 김준엽 회고록, <장정> 1권, 249쪽"

#### 충칭 도착과 광복군 입대
1944년 시안에서 탈출한 장준하, 김준엽 등 50명이 노하구에 도착하자 이 정보를 입수한 김원봉은 장준하와 일행을 광복군 제1지대로 받아들이려 했으나 거절당했다. 김원봉은 사람을 보내 장준하 일행이 떠나는 것을 막으려 했다. 탈영하여 노하구까지 왔던 이들이 충칭으로 떠나려 하자 제1지대의 한 중대장을 통해 이들의 이탈을 막으려 노력했다. 설득의 내용은 '노하구에 계속 머물러서 제1지대를 보강하자는 것이었다.' 그러나 장준하 등은 거절했다. 장준하는 이를 두고 '청년동지 50명을 결속시켜 노하구의 기반을 확고히 하겠다는 야심인데, 이것은 실상 임정의 김약산의 속셈이었다. 이 대장이라는 사람을 통해 김약산은 그의 독자적인 세력을 확장 구축해 보려고 공작을 편 것이다. 라고 했다.
김원봉을 공산주의자라고 확신했던 장준하는 그가 충칭까지 비행기편을 주선해준다는 약속조차 의심했다. '우리에게 애호와 지나친 친절을 베풀고, 헛된 약속으로 비행기편까지 알선해주겠다는 허풍은 전부 그들의 수작.'이라 했다.
김원봉의 영입 제의를 거절하고 일행들과 함께 걸어서 안후이성 임천에 도착, 중국 중앙군관학교 임천분교(臨川分校)의 한국광복군 간부 훈련반에 들어갔다. 이때 〈등불〉을 발행했다. 1944년 8월 중국 중앙군관학교 임천군관학교(분교)에서 3개월간 군사교육을 받았고, 1944년 12월 중국 중앙군 준위로 임관되었다. 그 뒤 장준하와 김준엽 등은 무사히 쓰촨성 충칭에 도착하였다.

#### 광복군 활동

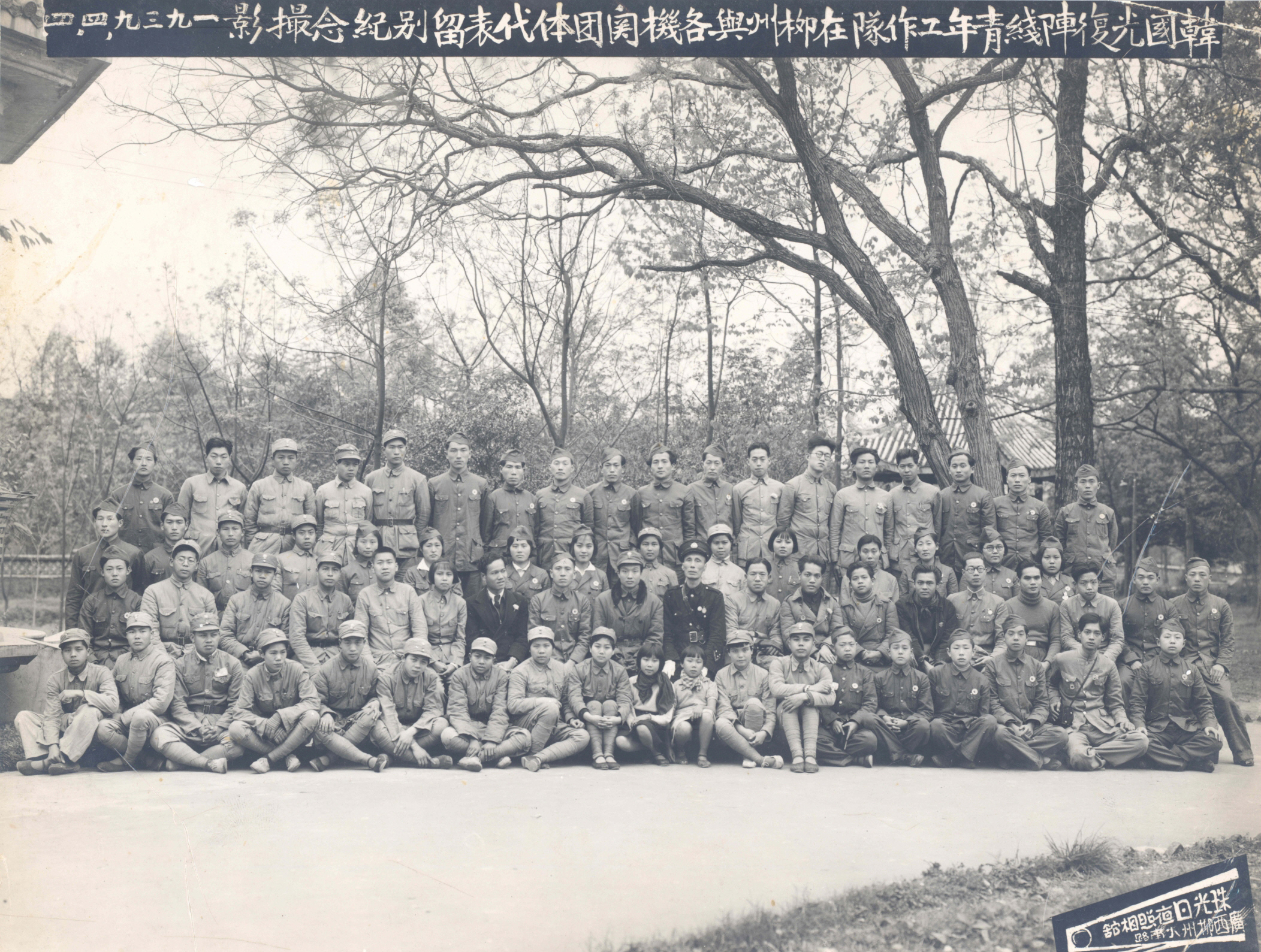
한국광복군 대원들 (1939년 4월 4일)

그 후 1945년에 쓰촨성 충칭(重慶)으로 가 1945년 1월 31일 중경 대한민국 임시정부에 도착하였다. 한편 김원봉은 장준하 등을 끌어들이려고 노력하였는데, 뒷날 장준하는 조선민족혁명당의 김원봉 계열이 심지어 미인계를 쓰기도 하였다고 비판하였다. 이어 대한민국임시정부 내부의 파벌 다툼에 염증을 느끼고 이를 비판하기도 했다. 임시정부의 고착화된 파벌다툼에 염증을 느낀 그는 임정 요인들의 분열상을 규탄하며 다시 일본군으로 돌아가 임정을 폭격하겠다며 요인들을 비판하였다. 한편 그는 김구의 만류로 김원봉 비판을 그만두기도 했다.
1945년 2월 20일 충칭(重慶)에서 광복군에 편입하여 광복군 장교로 임관, 광복군 소위가 되어 충칭 토교대(土橋隊)에 거주하였다. 그는 친구인 김준엽 등과 함께 임정 요인들을 찾아다니며 그들의 회고담을 듣기도 했다. 또한 여기서 등불3·4·5호를 발간하였다.
이후 1945년 11월까지 충칭에 체류하다 귀국하였다. 장준하는 1945년 4월 29일 18명과 함께 서안에 있던 광복군 제2지대에 배속되어 활동하던 중, 이승만, 김구, 이범석 등의 주도하에 한국 광복군과 미국 육군의 합동훈련 협정이 체결되면서 미군 전략첩보대(OSS) 대원이 되어 3개월간 국내 진공작전에 가담했다. 5월 1일 광복군 육군 중위로 진급, 이후 중국 시안(西安)에서 미국 육군 군사교육을 받고 국내 밀파 특수공작원으로 대기하였다.

#### 신익희와 갈등
한편 임정 요인 중 광복군이나 탈출 청년을 빼가 세력을 구축하려던 신익희와 갈등하였다. 신익희는 임정이 연립내각으로 발족할 때 신익희는 한국청년당의 대표로 입각 하였다. 장준하는 '그러나 그 청년당은 사실 1인 1당의 고독한 당이어서 신내무부장이 외로웠던 것은 사실이다.'라고 증언하였다.
장준하 등 일본군 탈영병들이 광복군으로 편입되어 이동해갔으나 신익희는 이들 청년들을 자신의 측근으로 영입하려 노력했다. 신익희는 일본군이나 학도병을 탈출하여 임정으로 찾아오는 젊은이들 외에, 광복군 훈련장에도 직접 방문하여 청년들 중 일부를 포섭하려 노력했다. 장준하는 자신의 자서전 돌베개에 이를 기록하였다.
장준하에 의하면 '우리가 일단 임정을 떠나 토교에 와 있는데도 신익희 내무부장은 우리 대원을 한둘씩 불러내어가곤 했다. 한두 차례 불리어 간 동지가 있었을 때 우리는 그 의도를 알 수가 있었지만, 그것이 상당히 은밀한 계획으로 진행되는 것임을 나중에야 알았다. 왜냐하면 불리어 갔다온 대원들이 왜 불려갔는지를 똑똑히 말해주지 않고 그저 어물어물해버렸기 때문이다. 여러 차례 다녀온 대원들이 늘고 그 횟수가 늘어 마침내는 수십 명이 되자, 그들은 마침내 우리로부터 이탈해, 다시 임정에 되돌아갈 것을 정식으로 제의하기 시작했다. 간다는 이유는 임정 내무부 관할로 '경위대'라는 것이 새로 조직되는데, 그 경위대원이 되기 위해서라고 했다.' 한다.
장준하 등은 경위대원이 되려고 다시 임정으로 가겠다는 동지들을 붙잡았으나 실패했다. '우리들 전체는 그동안 같이 고생해온 정을 호소, 몇 번이나 말렸으나 그들은 이미 신 내무부장관과 관계가 깊어진 듯 끝내 고집을 부렸고 마침내는 가고 말았다.'한다. 신익희의 유창한 달변에 매료당한 젊은이들은 신익희를 따라 충칭으로 갔다.
동지들이 신익희를 따라 가자 장준하는 분노했다. 장준하는 일단 그들을 보내놓고 밤새워 등사를 전단했다. 등사를 전단한 내용은 신익희 내무부장을 비롯한 기타 정당의 정당인들을 규탄하는 것이었다. 그들은 이것을 등불 잡지의 호외 형식으로 만들었다. 다음날 아침 일찍 장준하외 20명은 그것을 안고 몽둥이까지 하나씩 들고 임정을 향해서 출동했다. 젊은이들이 몽둥이를 들고 자신을 찾아온다는 소식을 듣고 신익희는 피신했다. 임정 청사에 닿은 장준하 일행은 '경위대를 해체하라', '젊은이는 전선에 나가 죽게 하라'는 등의 구호를 외치고 신익희를 찾았다. 그러나 신익희는 어느새 재빠르게 사라져버렸다. 결국 이들은 규탄대상을 놓치고 말았다.

### 광복 이후

#### 해방과 귀국

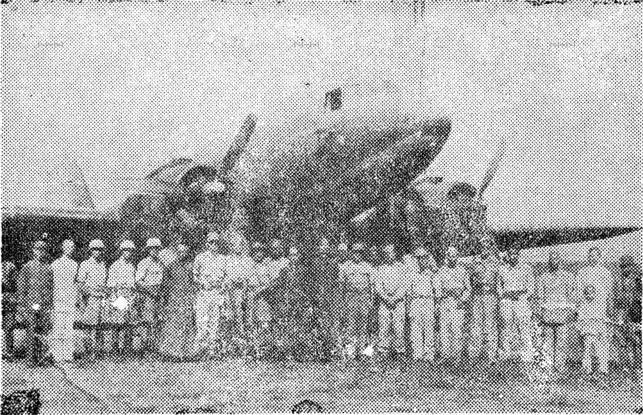
국내 정진군
(좌측 네번째부터 장준하, 노능서, 김준엽, 한사람 건너가 이범석)

1945년 8월 15일 일본이 '무조건 항복' 선언을 하는 바람에 모든 군사작전이 백지화되었다. 광복 직후 그는 광복군 대위로 진급했다.
8월 17일 이범석, 장준하, 김준엽, 노능서 등은 서울로 향하는 미군기에 편승해 여의도 비행장에 도착했으나 일본의 방해와 미국의 회유로 회항했다. 장준하 일행은 다시 중국 시안으로 되돌아갔다가, 그해 11월 23일 임시정부 주석 김구 등 임정요인들과 함께 비행기를 타고 경기도 김포군 김포공항에 내렸다. 이후 그는 김구의 비서로 정치, 사회활동을 시작하였다.
1945년 9월 초순 광복군 장교인 장준하는 중국 서안에서 박정희를 만났다는 주장이 있다. 장준하의 측근인 이철우의 증언에 따르면 장준하는 박정희를 질타했다고 한다.
| “ | 박정희는 전형적인 일본식 군대 방침을 독립군에게 강요했다. 이에 장준하 선생이 ‘너 뭐야’하고는 반말로 욕을 했대요. 그랬더니 이 사람이 나와서는 경례를 딱 붙이더랍니다. 하도 화가 나서 아무 생각없이 모자를 휙 벗겨서 땅에다 밟고는 ‘너는 독립군 모자를 쓸 자격이 없어, 독립군 훈련을 일본식으로 해?’ 하고 야단을 쳤답니다. 그랬더니 고개를 푹 꺾고서 ‘잘못했습니다’라는 말을 하는데 일본말로 하더라는 거예요. 그래서 더 깜짝 놀라서 상부에 보고를 했답니다. 일본 군대 출신들이 피난민 대열에 끼어 있다가 광복군에 들어왔는데, 이 사람들이 일본군의 밀정일지 모르니 전부 제거하자는 안을 내놓았습니다. ... 장준하 선생이 그 사람이 박정희였다는 것을 어떻게 기억하냐면, 잘못했다는 말을 일본말로 했다는 것, 딱 한가지예요. 5·16 군사정변 후에 박정희가 장준하를 만나자고 청해 왔어요. 그런데도 장준하 선생은 ‘내가 왜 군대 반란을 일으킨 놈을 만나느냐’면서 만나지 않았는데 신문에 난 박정희를 보니 낯익은 얼굴이더랍니다. 그래서 함석헌 선생 등 몇사람을 사상계 사무실로 불러서 ‘이 사람은 내가 옛날 만주에서 만나본 일본군이다. 행적을 알아보자.’고 발언을 한 겁니다. 이 이야기가 박정희에게 들어갔고, 그것이 개인적으로 장준하를 싫어하게 된 이유 중의 하나였답니다. | ” |
|   | — 백기완, 《한국현대사의 라이벌》(역사비평사, 1991) 211~212페이지 |   |

장준하와 박정희가 해방 전에 구면이었다는 이들에 따르면, 장준하는 이때 일본군 장교라는 과거를 별로 참회하지 않고 행동하는 박정희에게 일본이 패망하기까지 자진해서 일군을 탈출하지 않은 점, 일본이 패전하지 않았다면 일군 장교로서 여전히 한국 독립투사를 학살했을 것이라는 점, 유난스럽게 기회주의적인 자세 등을 들어 크게 면박을 주었다고 한다. 하지만 언론인 조갑제와 장준하의 아들 장호권 등은 이러한 주장이 사실이 아니라고 한다. 조갑제에 의하면 장준하와 박정희는 이 무렵 만난 적이 없다고 하며, 장호권은 프레시안과의 인터뷰에서 장준하와 박정희는 전혀 모르는 사이라고 강하게 말했다.
| “ | 장준하와 박정희는 전혀 모르는 사이다. 장준하가 일본군에서 탈출할때, '일본군 장교로 나라를 배신하고 광복군을 때려잡는 장교들이 있다'라는 말을 들었다고 한다...장준하가 박정희라는 존재를 알게 된 것은 남로당사건 때였다. | ” |
|   | — “《고성국의 정치in》［51］故장준하 선생 장자,장호권씨 "박근혜 용서는 하겠다. 그러나 잊지는 말자"”. 프레시안. 2010년 10월 25일.                                                                                        |   |

#### 광복 직후
광복 직후 김원봉 일파는 장준하 등과 새로 일본군 출신 탈영, 전역자 등을 다시 영입하려 했으나, 장준하는 김원봉의 영입 노력을 거절하였다. 뒷날 장준하는 '그가 미인계를 써서 현혹시키려 했다.'고 비판하였다.
이때 김원봉은 자원 징집 또는 강제 징집으로 일본군으로 입대, 일본군에서 탈출한 한인을 적극 영입하려 하였는데, 장준하는 그의 책 돌베개에서 그가 일본군 출신 한인들에게 임시정부와 광복군에 대한 불신을 조장하고 이소민 등을 파견하여 인척인 일본군 소위 출신 황용주 등을 끌어들이려 한다고 보았다. 장준하는 김원봉 등이 계략을 써서 일본군 출신 한인에게 대한민국임시정부와 광복군에 대한 불신임을 조장한다 하여 이소민 등에 대한 자료를 이청천에게 보고하였다. 이청천은 광복군을 직접 사열하였다.
광복군 일부의 횡포가 계속되자 김원봉은 이를 이용하려 했다. 임정과 광복군에 대한 불신작용을 일본군 출신 부대에 가했다. 45년 10월 7일 충칭의 광복군 사령관 이청천이 상하이로 왔는데 일본군 출신 부대는 사령관 이청천에 대한 사열을 거부하였다. 장준하 등은 그들 가운데 모 장교, 모 장교 등을 직접 찾아다니면서 이 문제에 대한 의논을 시작했다. 후일 장준하는 이를 두고 '의논을 시작했지만 실은 회유작전이었다.'고 하였다.
장준하는 김원봉의 계획을 '간계'라고 평하였다. 장준하 등은 김원봉의 계획을 알려주고 그 대리인노릇을 했던 책임자 황모와 이소민에 대한 자료를 주어 그들을 불신임시켰다. 설득은 주효했고 이청천이 직접 사열을 받게 되었다.

#### 해방 정국 활동

김구
(그는 해방직후 김구의 비서로 활동했다.)

이범석

해방후, 11월 임시정부 환국 제1진에 포함하여 귀국하여 김구의 비서로 활동하였다. 이때 그는 이승만의 측근인 윤치영의 공보비서로 있던 최기일과 함께 이승만과 김구의 합작과 연대를 위해 노력하였으나 실패로 돌아가고 말았다. 1946년 김구가 비상국민회의를 소집하자 참여, 비상국민회의 서기에 선출되었고, 2월 남조선대한국민대표민주의원이 개원되자 2월 26일 그는 민주의원 비서로 선출되었다.
1946년 4월 26일 그는 우사 김규식이 설립한 한국청년단에 가입하여 활동한다. 김규식은 장준하를 한국청년단 조사부장에 임명했다. 그러나 장준하는 경교장을 나오면서 한국청년단에서도 탈퇴하게 된다.
이후 장준하는 이승만의 측근이었던 윤치영의 비서로 있는 고향친구 최기일과 접촉, 이승만과 김구 양자의 협력과 협조를 위해 노력하였으나 이들의 노력은 실패로 돌아가고 만다.
1946년 여름 귀국한 광복군의 이범석은 장준하를 찾아 자신을 도와줄 것을 거듭 부탁했다. 장준하는 고민하였고 임시정부 주석 김구에게 사실대로 말하고 양해를 구하자, 김구는 그를 보내주었다. 김구의 경교장을 나와 1947년 12월 이범석의 조선민족청년단에 참가, 중앙훈련소의 교무처장직을 맡았다. 그러나 장준하는 곧 족청을 떠나고 말았다.

### 관료, 언론 활동

#### 정부 수립 직후
이후 1946년부터 1947년 2년간 이승만의 공보비서가 된 친구 최기일과 만나 이승만과 김구 사이의 의견 일치와 합작을 위해 상의, 노력하였으나 장덕수의 암살 사건을 계기로 이승만-김구의 합작은 실패하고 만다. 합작 실패 이후 그는 김구, 김규식의 남북협상에는 참여하지 않고 정부수립을 지지하는 입장을 취하였다. 이후 장준하는 당분간 별다른 정치적 활동을 취하지 않고 있었다.
1949년 1월 도서출판 한길사를 설립했다. 출판활동을 하던 그는 1949년 2월 한국신학대학에 편입학, 같은해 6월에 한국신학대학을 졸업(학사)하였다. 이후 언론 활동에도 참여하여 동아일보 등에 사설이나 칼럼을 발표하기도 했다.

#### 제1공화국 관료 활동
이범석의 곁을 떠난 장준하는 6·25 전쟁 전 이승만 정부에서 공무원으로 임용되었다. 1950년 3월 대한민국 행정부 행정서기관(4급)에 임관되어, 문교부 국민정신계몽 담당관이 되었다.
1952년 3월 문교부 산하 국민사상연구원 기획과장이 되었고, 이후 국민사상연구원 서무과장, 사무국장 등을 역임했다. 대한민국 정부 수립의 불가피성을 인식한 그는 사상적, 이념적인 정당성을 획득하는 길만이 북한을 이기는 길이라 확신하고 국민 계몽을 위한 칼럼, 강연활동 등을 하였다.
1952년 12월 사상계 12월호 (4호)까지 발간 후, 전쟁 중 자금 조달이 여의치 않자 재정문제로 일시적으로 발행을 중단하였다.
그 후 1953년 4월 문교부 국민사상연구원을 사퇴, 짧은 공무원 생활에서 퇴직하였다. 1953년 4월에는 잡지사상계를 창간하여 활동하였다. 1952년 휴전으로 다시 서울로 올라왔다. 그는 한국 전쟁에서 휴전이 된 것을 긍정적으로 해석했다.
"6·25가 일어났다. 당연히 받을 채찍이 땅에 임한 것이다. 그러나 하늘은 무심치 않아 그래도 이 백성을 공산역도( 共産逆盜 )들의 손아귀에 아주 넣지는 않은 것이다."
휴전이 되자 그는 서울로 상경하였다.

#### 언론 활동
1953년 9월 사상계 1953년 9월호를 끝으로 부산시대를 마감, 서울 종로 한청빌딩에 사무실을 입주하고 사상계를 계속 발행하였다.
1956년 '동인문학상'을 제정하여 제1회를 발표하였다. 동인문학상은 소설가 김동인을 추모하여 만든 김동인 문학상이었다. 동인문학상을 통해 장준하는 선우휘, 오상원, 손창섭, 이범선, 서기원, 남정현, 전광용, 이호철, 송병수, 김승옥, 최인호, 이청준 등의 문인들을 발굴했다.
1957년 10월 10일, 최남선이 "내선일체", "황국문화 선양" 따위 구호를 외치면서 일제로부터 직위나 금전적인 혜택을 받아 누리다 향년 68세로 사망하자, 발행인인 장준하는 서둘러 육당의 하세(下世)기념 특집을 냈고 그를 옹호하는 글을 사상계에 게재하기도 하였다.
사상계 편집위원회는 뜻을 문화의 소장(消長)과 민족의 명운에 두는 모든 인사와 더불어 충심으로 고 육당 최남선 선생을 애도하고 그 출중한 인격과 생전에 남기신 업적의 위대성을 명감(銘感)하여 이를 영세에 전하고자 선생이 서거하신 이 해 1957년 송년호를 육당 기념호로 삼아 재천(在天)의 영전에 드리나이다.— 장준하, 최남선 헌정사

한 때 선생의 지조에 대한 세간의 오해도 없지 않았다. 그러나 선생의 본의가 어디까지나 이 민족의 운명과 이 나라 문화의 소장에 있었음은 오늘날 이미 사실로서 밝혀진 바요, 항간에 떠도는 요동부녀(妖童浮女)들의 억설과는 전면 그 궤를 달리하는 것이다. 사람을 사(赦)하는 법이 없고 인재를 자기 눈동자 같이 아낄 줄 모르고 사물을 널리 생각하지 못하는 옳지 못한 풍조 때문에 우리는 해방된 후에도 선생에게 영광을 돌린 일이 없고 그 노고를 치하한 일도 없었을 뿐만 아니라 도리어 욕된 일이 적지 아니하였다. 이것은 실로 온 민족의 이름으로 부끄러워해야 할 일이다.— 장준하, 권두언

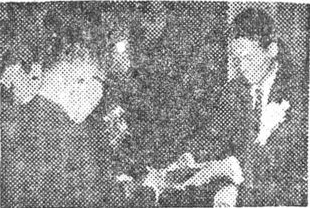
제1회 동인문학상 수상자들에게 상장을 전달하는 《사상계》 사장 장준하

1958년 8월 사상계에 올린 칼럼들 중, 함석헌의 '생각하는 백성이라야 산다'는 글로 함석헌과 함께 연행되었다가 풀려났다. 1958년 9월 소설가 김동인(金東仁)을 추모하는 동인문학상을 제정하여, 매년 신인 소설가들을 선발하여 수여하였다. 1959년 2월 2.4 보안법 파동 관련, 그는 백지권두언으로 자유당 정권에 항거하였다.
1958년, 1959년 그는 이승만정권의 독재를 비판적인 입장의 칼럼을 발표하며 이승만과 자유당 정권을 규탄했다.
1960년 3월 3·15부정선거를 자행한 자유당에 대해 자신의 사상계 권두언에서 집권 자유당의 횡포를 신랄하게 규탄했다. 4·19 혁명을 거쳐, 5월 유네스코 한국위원회 중앙집행위원에 피임되었다. 이후 유네스코 홍보분과위원장을 역임했다.

#### 제2공화국 관료 생활

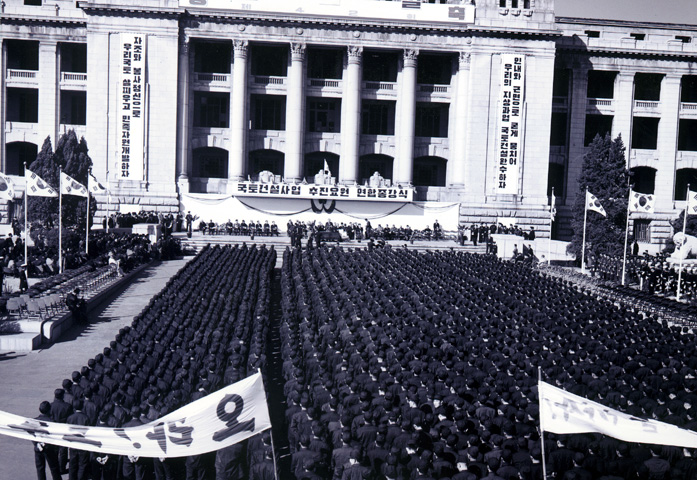
1961년 2월 국토건설단 수료식

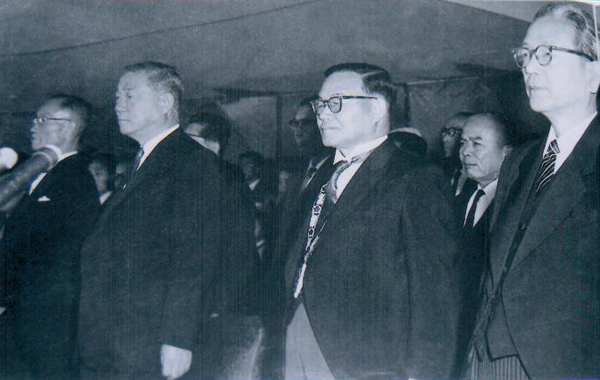
제2공화국의 대통령 윤보선(오른쪽에서 두 번째)과 총리 장면(왼쪽 끝)

1960년 4·19 혁명 이후, 7월 장면(張勉) 내각이 출범한다. 이후 그는 국무총리 장면의 후원으로 국제문제연구소를 조직, 민주당 정권의 연구비 지원을 받고 경제정책 연구 개발을 하였다. 국무총리 장면은 여러번 그에게 사람을 보내 자신을 도와줄 것을 요청했다.
장준하는 자신을 도와달라는 장면의 거듭된 부탁을 받아 입각한다. 장면 정권의 실력자인 재무장관이자 사상계 동인이던 김영선(金永善)의 지원으로 사상계사의 부채를 청산하기도 했다. 1960년 10월 장면내각의 문교부 대학교육심의회의원, 1961년 1월 대한민국 국토건설단 기획부장에 발탁되었다. 그 뒤 국토건설단 단장을 맡기도 했다.
국토건설단의 기획부장으로 있으면서 그는 사실상의 국토건설단의 운영을 책임, 총괄, 지휘하였다. 또한 대졸 미취직 청년들의 국가관과 사회관 교육을 위해 함석헌, 주요한, 박순천 등을 강사로 초빙하여 학생들의 심성수련과 교육을 담당하였고, 장준하 자신도 국토건설단 강사로서 정신교육을 맡았다.

### 정치 활동

#### 5·16 군사 정변 전후

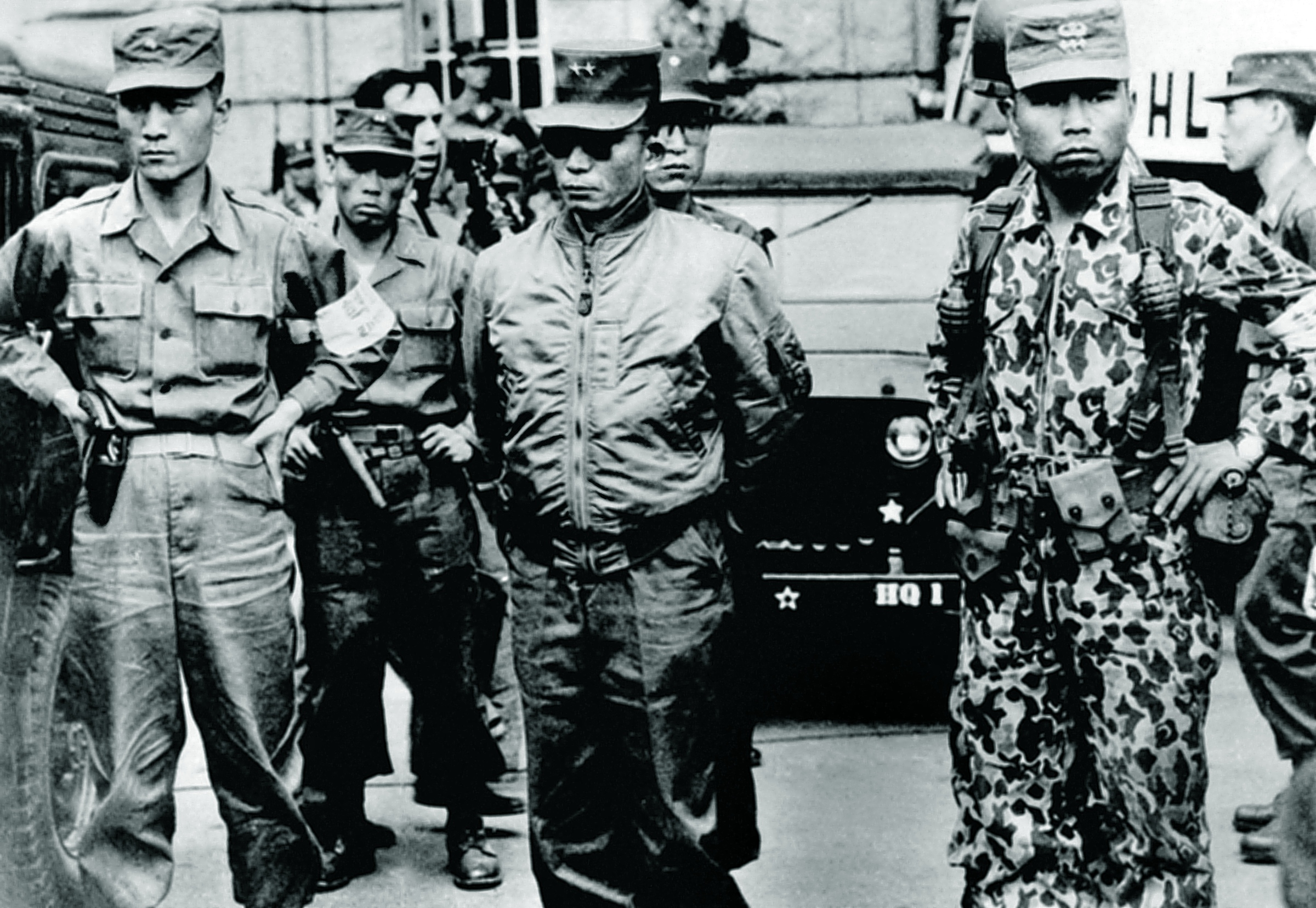
5·16 군사쿠데타 직후 군인들

1961년 5월 16일 박정희·장도영·김종필 등에 의해 5·16 군사 쿠데타가 발생하자 《사상계》지 권두언은 쿠데타 지지 성명을 발표했다.

위키문헌에 이 글과
관련된 원문이 있습니다.
사상계 5·16 관련 성명서

절정에 달한 국정의 문란, 고질화한 부패, 마비 상태에 빠진 사회적 기강 등 누란의 위기에서 민족적 활로를 타개하기 위하여 최후 수단으로 일어난 것이 다름 아닌 5·16군사혁명이다.

4·19혁명이 입헌정치와 자유를 쟁취하기 위한 민주주의 혁명이었다면, 5·16혁명은 부패와 무능과 무질서와 공산주의의 책동을 타파하고 국가의 진로를 바로잡으려는 민족주의적 군사혁명이다.

따라서 5·16혁명은 우리들이 육성하고 개화(開花)시켜야 할 민주주의의 이념에 비추어 볼 때는 불행한 일이요, 안타까운 일이 아닐 수 없으나, 위급한 민족적 현실에서 볼 때는 불가피한 일이다.
— 1961년 6월, 《사상계》 권두언

윤보선 대통령이 5·16을 추인하면서 5월 20일 장면 내각은 총사퇴를 하였고, 제2공화국 붕괴 이후 장준하는 주로 언론활동에 종사하였다. 군정 초기에 장준하는 군사정변을 지지하였다. 그러나 후에 박정희가 민간정부로 이양하지 않고 집권을 추진하게 되자, 장준하는 이에 대한 반발로 노선을 바꾸어 박정희를 비판하는 입장에 서게 된다. 군정에서 그가 태완선에게 1천만 환을 빌린 것을 물고 늘어져 그를 부패 언론인으로 규정, 정치활동 금지대상자로 묶어버리자 그는 군사정변에 대한 지지를 철회하게 된다.
강원용 목사의 증언에 따르면 그 뒤 사상계가 경영난에 빠지자 강원용을 찾아 인수해줄 것을 요청하였으나 강원용으로부터 거절당하였다. 그 뒤 조선일보 출신 언론인 부완혁에게 사상계를 넘겼으나, 그 후에 부완혁과 갈등하게 되었다. 1962년 필리핀에서 막사이사이상을 수상했다.

#### 5·16 군사쿠데타 지지와 철회
군정에 대해 지지를 표명하였으나 장준하는 곧 군정과 충돌을 겪게 된다. 1961년 7월호에 장준하의 권두언 〈긴급을 요하는 혁명 과업 완수와 민주 정치에로의 복귀〉, 함석헌의 글 〈5·16을 어떻게 볼까〉가 나간 뒤 장준하는 군사정권에 불려간다.
5·16 직후인 《사상계》 1961년 6월호 권두언은 “4·19 혁명이 입헌 정치와 자유를 쟁취하기 위한 민주주의 혁명이었다면, 5·16 혁명은 부패와 무능과 무질서와 공산주의의 책동을 타파하고 국가의 진로를 바로 잡으려는 민족주의적 군사혁명이 다”라고 하며 5·16 쿠데타를 사실상 지지했다.
다만 《사상계》 권두언은 1955년부터 50년대 말까지 장준하의 이름으로 쓰여졌고, 그 이후 장준하 외의 사람이 대필했을 경우에는 필자를 무기명으로 하여 밝히지 않았다. 문제의 1961년 6월호 권두언과 편집후기는 무기명으로 되어 있어, 이것이 장준하의 글인지 쿠데타 세력의 압박에 의해 다른 사람이 대필한 것인지는 확실하지 않다. 하지만 발행인 장준하의 책임을 면죄할 수는 없으며, 《사상계》 1961년 6월호는 권두언 뿐 아니라 박정희와 장도영의 사진 화보를 싣기까지 했다. 장준하 평전을 쓴 김삼웅은 《사상계》 1961년 6월호는 사상계 정신을 가장 크게 훼손했다고 비판했다. 이후 7월호에서 함석헌의 〈5·16을 어떻게 볼까〉라는 군사혁명을 우회적으로 비판하는 글을 실었지만 《사상계》는 그 이후에도 상당기간 동안 쿠데타의 불가피성을 인정했다.
장준하가 이같이 5·16 군사 정변을 "민족주의적 군사혁명"이라며 극찬을 아끼지 않은 이유는 5·16으로 등장한 군사정권이 친미(親美) 노선을 걸을 것으로 보았기 때문이었다." 사실 장준하는 적극적인 친미주의자였다. 후에 그가 모든 통일은 다 좋다고 말한 것과는 달리 장준하는 이 당시만 해도 반공을 최우선에 두고 있었으며, '친미'를 가장 중요하게 생각했다. 때문에 장준하는 극도의 혼란으로 치닫던 장면 정권을 일거에 무너뜨리고 반공논리로 무장한 채 등장한 군사정권에 지지를 보내게 된 것이다. 또 여기에 미국이 군사정권을 지지한 것이 장준하가 군정을 지지한 주요한 동기로 작용했다.
장준하는 군정 초기에 군정 세력과 미국 세력간의 만남을 주선하기도 했다. 이는 장준하는 쿠데타의 주역들과 미국과의 관계 개선을 도모하기 위한 파티였었다. 당시 군정 세력은 군 내에서 비주류 세력이었기 때문에 미국과의 관계가 좋지 않았는데 장준하는 이들의 관계를 개선하기 위해 파티를 열었다. 1961년 7월 초 창경원에서 열린 이 파티에는 미국 측에서는 버거 대사와 하비브 정치참사관이 참석하고 군정 세력에서는 장도영 일파만이 참석했던 것으로 알려져 있다. 그러나 파티에 박정희 계열 인사들은 참석하지 않았고, 이는 나중에 장도영과의 관련설이 나오는 원인이 되었다.
박정희를 비롯한 쿠데타 주역들은 대부분 군대 내 소외된 비주류세력이었고 따라서 미국 특히 현지 관계자들과의 관계가 원만하지 못했다. 미국이 쿠데타를 현실로 인정했지만 쿠데타 직후에도 양자의 관계가 좋지 않았다. 그래서 미국통인 장준하는 사상계사의 이름으로 7월 초에 창경원 파티를 통해 양측의 핵심 인사들을 초청하여 관계 개선을 시도하기도 했다. 또 일부 인사들(이정환, 박동묘)을 쿠데타 주체들에게 추천하기도 했다.

#### 필화 사건 전후

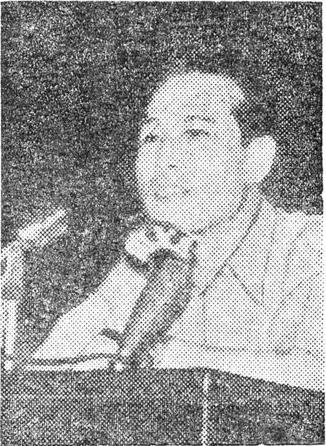
김종필

조속한 민정 이양을 촉구하는 함석헌의 글이 실린 《사상계》 7월호가 나가고 4,5일 뒤, 퇴근시간이 되어갈 무렵 사상계사에 군인 둘이 나타났다. 그들은 혁명군에서 나왔다면서 다음날 아침 7시까지 사장과 편집 책임자를 모시러 오겠으니 그 시각까지 나와 있어 달라는 용건을 전했다. 다음날 장준하는 편집 책임자인 취재부장 고성훈과 함께 지정한 시각인 아침 7시에 회사로 나갔다. 검정 지프차 하나가 먼저 와 기다리고 있고 다른 군인 2명이 기다리고 있었다. 지프차는 장준하와 고성훈을 싣고 가 남산 밑 회현동 어딘가에 있는 허름한 2층 집의 한 방에다 내려놓았다.
20분뒤 김종필이 나타났고 김종필은 《사상계》 7월호에 실린 함석헌의 5·16 군사정변을 우회적으로 비판한 칼럼을 문제 삼았다.
| “ | 정신분열자 같은 영감쟁이의 이 따위 글을 도대체 무슨 저의로 여기에 실었소? 성스러운 혁명 과업 수행에서 당신은 우리 군사혁명을 모독하자는 거요? 이걸 싣게 된 경위와 목적을 말하시오. | ” |
|   | — 김종필 |   |

| “ | 이 글은 내가 직접 함 선생께 부탁해서 내손으로 받아다 내가 읽어 보고 실은 것이오. | ” |
|   | — 장준하                                                                         |   |

장준하는 말을 계속했다.
| “ | 여러분은 이 글을 좋지 않게 보는 모양이오만 내 나름으로는 이 글이야말로 군사혁명을 일으킨 여러분을 위하고 혁명 과업을 수행하는 데 있어 가장 시의에 맞는 충언이라고 확신하여 실은 것이외다. 좋은 약은 입에 쓴 법으로, 당장은 다소 거슬리는 데가 있을지 모르지만 내 확신이 틀리지 않는 한 여러분을 위하고 나라의 장래를 위하는 충정이 들어 있는 글인 것만은 틀림없소. 지금 우리나라의 모든 언론 기관이 혁명 과업을 수행하는 과정에서 잘한다는 말 이외의 다른 말들은 일체 하고 있지 않소. 그러나 내가 보기에는 아무래도 나라의 향방이 옳은 길로 걸어가는 것 같지가 않고, 또한 뜻있는 여러 사람들이 말로는 못하지만 생각은 나와 같기 때문에 충고로 이 글을 실은 겁니다. 나와 함 선생 외에는 이런 시기에 이런 충고를 할 사람이 없소. | ” |
|   | — 장준하 |   |

장준하의 말에 김종필은 앞으로 밀어놓았던 책을 급히 집어다 빨간 줄 투성이가 된 문제의 글과 권두언을 펴 여기저기 한줄씩 읽어주며 장준하에게 들이댔다. 그는 이것은 무슨 소리이며 이것도 충고냐는 식으로 윽박질러 물었고, 이에 장준하는 항의했다.
| “ | 왜 남의 글을 그런 대목만 부분적으로 떼어서 문제 삼으십니까? 전체를 가지고 말 하시오. | ” |
|   | — 장준하                                                                             |   |

| “ | 어디 잡지를 읽는 사람들이 앞뒤를 다 읽고 맞추어 해석해요? 대부분이 이런 자극적인 부분의 문구들에 의해 현혹되기 마련 아니오? | ” |
|   | — 김종필 |   |

그러나 김종필은 그가 장도영과 같은 고향이라는 점을 문제 삼았다. 그러나 장준하는 장도영과의 관련을 부인하였다.
| “ | 장도영과 나는 같은 평북 출신이긴 하지만 그 사람은 용천 출신이고 나는 삭주가 고향이외다. 일본군에 잠깐 같이 있었기 때문에 서로 알고는 있지만 그 사람과 무관할 뿐 아니라 그 사람의 지난 행적을 그다지 좋게 보는 것도 아닙니다. 그런 사람과 나를 연관시키는 것은 나를 모독하는 것입니다. | ” |
|   | — 장준하 |   |

장준하의 대답에 김종필은 흥미를 느껴 계속 꼬치꼬치 캐물었고, 장준하는 숨길 것이 없고 해서 자신이 평소 못마땅하게 생각하는 장도영에 대한 추억을 진술하였다.
장준하와 장도영은 중국 서주에서 같이 있었다. 그곳에서 한인 탈영 사건이 자주 일어나자 학도병들에 대한 감시와 핍박이 심했다. 그때 장도영은 일본도를 빼들고 탈주하는 자는 자기가 먼저 처단하겠다고 설치다가 장준하와 충돌했다. 그리고 탈출이 어려운 쓰카다 부대로 같이 옮겨가서는 장준하가 벌인 '잔반 거부 운동'으로 두 사람은 반목한다. 성이 같고 고향이 이웃해 있다고 해서 서로 호흡이 맞는 것도 아니었다. 같은 서북인 출신이라 하지만 장준하로서는 장도영의 이름을 들어 그 당으로 모니 참을 수가 없었다.— 장준하의 진술 정리

김종필이 장준하와 장도영의 사이를 의심할 만한 이유는 또 하나 있었다. 이 무렵에 사상계사에서 사상문고 100권 출간 기념 리셉션을 창경궁(昌慶宮)의 수정궁(水晶宮)에서 열었던 것이었다. 당시 사상계의 국제적인 명성 때문에 그날이 7월 4일 미국 독립 기념일인데도 미국 대사가 직접 참석하고 내외 귀빈이 수도 없이 모였는데 쿠데타 군부에서도 장도영 최고회의 의장 이하 그 일파가 모두 왕림했다. 그때 박정희와 김종필 쪽에서는 아무도 오지 않았다 그리고 7월 5일 장도영 일파는 모두 체포되었다.
1961년 7월 중순, 장준하가 남산에 다녀온 지 2주 후 서울시청에 자리잡고 있던 군사정권의 부정축재자 처리위원회에서 출두 명령이 날아왔다. 처리위원회를 방문하자 육군 소령은 그에게 반말을 하며 모욕적으로 추궁하였다.
| “ | 너 김영선이한테서 돈 얼마나 받았어? | ” |

| “ | 김영선이가 네게 돈 줬잖아? 그게 얼마냔 말이다! | ” |

김영선은 장준하를 어떻게든 자기들 정부의 일에 참여시키고자 설득하던 중 장준하의 빚 이야기를 듣게 되고 그것을 재무부 장관인 자기가 책임을 지고 융통해주겠다고 하였다. 내각의 총리 장면이 도시락을 싸가지고 출근할 만큼 가난한 정부의 재무부장관 김영선은 사상계사의 빚 3천만 환을 해결해 주겠다고 호언해 놓았으나 다음날 사람을 시켜 보내온 것은 1천만 환이었다. 김영선의 의도는 '우선 이 돈으로 급한 불부터 먼저 끄고 나머지는 또 어떻게 주선해 보겠다.'는 것이었다. 그러나 김영선은 돈을 더 구해 보내지 않았고 장준하도 더 이상 채근해 조르지 않았다. 그러나 돈을 받았으므로 장준하는 사실대로 대답하였다. 그러나 육군 소령의 반말 추궁은 계속되었다.
*장준하 : 당신 그 어투는 좀 고치시오. 엊그제 김종필 씨를 만났는데 그분도 당신 같은 그런 어투는 쓰지 않았소. 그런데 여기서는 왜 다르오?
- 소령 : 뭐라구? 잔말 말고 어서 묻는 말에 대답 못해?
- 장준하 : 하리다. 받은 건 사실이고 1천만 환이오.
- 소령 : 그것뿐이야? 더 있을 텐데? 똑바로 대. 이것들 모조리 죽여버린다.

소령은 부하들에게 "사상계사에 가서 문서, 장부 모두 압수해 오라."고 지시했고 그 뒤 민간인 조사관에게 넘겼다. 김영선도 심문 끝에 장준하에게 1천만 환을 준 것을 발설하였다. 이 돈이 김영선이 어디에서 어떻게 만들어 보내준 돈인가는 모르지만 장준하는 본래 남의 돈을 거저 얻어 쓰고 안 갚는 그런 위인이 아니므로 1천만 환에 대한 차용 담보로 자기가 살던 집의 문서를 갖다주었었다.
민간인 조사관에게 넘겨진 장준하는 쓰라는 대로 경위의 진술서를 쓰고 나왔다. 그러나 그날 실제로 군부에서 사상계사에 나와 장부를 입수해 간 것은 아니었다.
그러나 그 후에도 장준하는 그 일로 인해 네 차례나 더 불려갔다. 시청의 부정축재처리위원회에 한번 더 불려가고 혁명검찰부와 혁명재판소, 그리고 서울지방국세청에 각각 한 차례씩 불려다녔다. 그 돈 1천만 환을 1961년 연말까지 갚기로 하고 겨우 불려가는 일이 끝났다. 그러나 그때 장준하는 타임, 라이프의 빚이 여전히 그대로 남아 있는 등 태산 같은 빚더미에 올라앉아 있었다. 가산 차압을 당해 사는 집이 넘어갔으며, 1962년 3월 빚을 청산한다. 김영선에게 1천만 환을 받으면서 그에게 갖다 준 집문서는 다시 되찾지 못한 채 그대로 집이 넘어가 버리고 말았다.

#### 정치정화법과 야당화
1962년 장준하가 서울 성동세무서에 1천만 환의 돈을 갚자, 1962년 3월 16일 군정에 의해 정치활동정화법이 발표되었다. 그런데 장준하가 이 정치정화법에 걸려 정치 활동을 금지당했다. 정치와 상관없는 그가 정치정화법에 걸린 것은 '부패 언론인'에 포함되었기 때문이었다. 김영선에게서 받은 돈 1천만 환 때문에 집이 넘어가고 했는데도 그도 정치행위 금지자 4,734명 속에 들게 된 것이었다.
정치에 뛰어들 생각을 못해본 장준하로서는 정치정화법이 무슨 상관이냐 싶겠지만 그가 부패 언론인으로 지탄의 대상이 되어 정정법에 묶였다는 사실이 신문에 나자 가장 민감한 반응을 보인 것은 사상계의 독자였다. 그리하여 판매 부수가 눈에 띄게 떨어졌다. 부패 언론인 딱지는 장준하에게 치욕적인 멍에였는데 그게 사실이 아니라고 누가 독자들에게 해명해줄 것이며 또 해명한들 한번 난 소문인데 쉽게 생각을 바꿀 지도 모르는 일이었다. 이후 그는 윤보선을 정치적으로 지지하였다.
그해 8월 필리핀으로 가서 막사이사이 상(賞)을 받고 귀국하였다.

#### 제3공화국

##### 한일회담 반대와 박정희 비판
1963년 군사정권이 출범하면서 장준하는 윤보선, 장택상, 함석헌, 계훈제 등과 함께 야당 활동에 뛰어든다.
윤보선, 장택상, 박순천 등이 박정희 정부의 한일회담을 '대일굴욕외교'로 규정하고 한일회담 반대운동을 벌이자 장준하도 이들의 활동에 동참한다. 이후 1964년 3월 장준하와 《사상계》는 한일회담 반대시위의 선봉에 섰다. 윤보선, 장택상을 중심으로 대일굴욕외교 반대투쟁위원회가 설치되자 1964년 3월부터 그는 대일굴욕외교 반대투쟁위원회의 초청연사로 전국을 순회 강연하며 70여 회의 연설을 통해 박정희, 김종필 등과 한일회담 주체세력을 비판하였다.
대선에서 장준하는 일본 제국주의 군대에 있었던 사람이 대통령이 되는 것을 참을 수 없다고 주장했다. 장준하는 박정희 정권의 한일 협정을 일본 제국주의 군인 출신이 침략자이며 전범자 집단인 일본 자민당과 매국협상을 하는 것으로 판단하고, 1964년 4월호를 긴급 임시증간호로 내놓았다. '한일회담의 제문제'는 한일회담을 반대하는 이 나라 지식층의 의사를 비판적으로 담아낸 한일회담 반대진영의 교과서가 됐다. 이어서 1965년 7월에 '신(新) 을사조약의 해부'를 또다시 긴급 증간호로 발행해 한일회담 반대진영의 이론적 교두보가 됐다. 박정희 정권은 ‘사상계’를 ‘반품작전’으로 되돌리는가 하면, 1965년에는 두 차례에 걸쳐 물샐틈없는 세무사찰을 자행해 ‘사상계’를 고사상태로 몰아갔다.

1966년 사카린 밀수 사건이 일어났다. 이 과정에서 집권층과 삼성의 이병철 사이에 유착이 있었다는 정보가 새어 나왔고, 야당과 대학생들이 전국적인 규탄대회를 열었다. 1966년 10월15일 대구시 수성천에서 열린 민중당 주최 '특정재벌 밀수진상 폭로 및 규탄 국민대회' 시국 강연 연사로 참석했다. 장준하는 규탄대회에서 재벌총수와 정부 고위층 사이에 오간 내용을 폭로하면서 “우리나라 밀수 왕초는 바로 박정희”라고 비판하였다. 이어 "존슨 대통령이 방한하는 것은 박정희 씨가 잘났다고 보러 오는 것이 아니라 한국청년의 피가 더 필요해서 오는 것"이라는 발언도 주목을 받게 됐다.
장준하는 박정희와 재벌들을 신랄하게 비판하다가, 박정희 밀수왕초 발언 등이 문제되어 10월 26일에 구속되자 "행정수반으로서 특정재벌 밀수에 관한 책임을 져야 한다"며 "정치자금 수수 운운한 것은 드러난 사실에 따라 자기의 주관대로 말한 것"이라고 하면서 12월 24일에 박정희를 증인으로 신청했으나 서울형사지방법원 10단독 안우만 판사는 이를 기각하였다. 한 달간 수감됐다가 1966년 12월 30일 보증금 5만원과 자택으로 주거를 제한하는 조건으로 보석을 허가받아 석방되었다. 그 뒤 1967년 2월 20일 열린 결심공판에서 정명래 검사는 "정치적 발언이라고 하더라도 국가원수를 모독한 것은 언론의 자유 한계를 벗어난 것"이라며 징역2년을 구형하였고 2월 28일에 "정치인의 정치적 발언이라고 해도 실정법에 저촉되면 규제받아 마땅하다"면서 "피고인의 연설 내용은 그 진실을 입증할 수 있는 구체적인 증거가 없어 범의를 인정할 수 있다"며 징역 6월을 선고했지만 보석을 유지했다.

##### 야당 단결 및 후보단일화 운동
1967년 선거 때는 박정희가 동남아와 미국을 다녀오더니 청년들을 베트남에 팔아먹을 것을 구상했다는 이야기를 하다가 구속되었다.
1967년 3월 그는 야당의 후보 단일화를 위해 4자회담(백낙준-윤보선-유진오-이범석)을 주선하였으나, 각 정당 대선후보 간의 이견으로, 의견 조율에 실패했다. 그러나 야당 통합을 추진하여 신민당에 입당하였고 신민당 중앙당 당무위원, 신민당 서울특별시 제4지구당 위원장 등을 지냈다. 1967년 신민당 공천으로 국회의원 총선거에 출마하여 당선, 국회의원을 지내기도 하였다. 선거 유세에서 “박정희씨는 일본 천황에게 충성을 맹세하고 일본군 장교가 되어 우리 광복군에게 총부리를 겨눴다. 박정희씨는 과거 남로당 군사조직책으로 남한에서 지하조직 활동을 한 사람으로 자기 목숨을 구하기 위해 조직원을 팔아 희생시켰다” 라고 박정희를 비판하였다. 1971년 장준하는 자신의 학병 탈출과 광복군 참여시절을 회고하면서 자서전 ‘돌베개’를 편집하였다. ‘돌베개’를 내면서 저술의 이유로 ‘현대사의 증언’임을 밝히면서 “광복군 출신이라고 떠들고 다니는 일부 인사들이 광복군 모자 하나를 얻어 쓰고 기실 과연 어떤 일을 했는가 하는 것도 역사 앞에 밝히고자 함”이라고 밝혔다. 1967년 4월 야당 대통령 선거운동 중 선거법 위반으로 한달간 투옥되기도 하였다. 1971년 출판사 사상사를 설립, 자서전 돌베개를 출판하였다.

##### 6대 대선-베트남전 반대와 소설 광복군에 격분

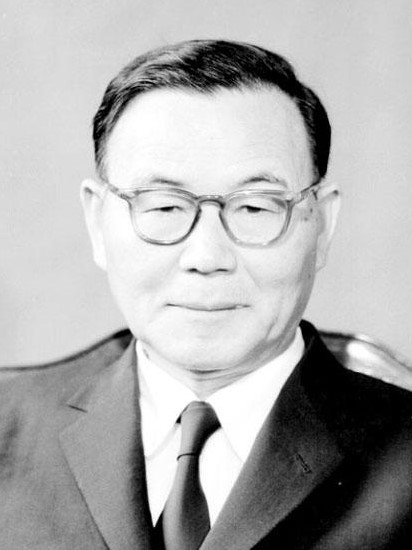
윤보선
(63년 대선 이후 그는 정치적으로 윤보선을 지지하였다.)

6대 대선 유세기간 중 장준하는 윤보선을 지지했다. 윤보선은 선거 유세 중에 월남전 파병을 미국의 '청부 전쟁'이라고 비판했고, 이어 윤보선을 지지하던 장준하는 "일본 천황에게 충성을 맹세하고 일본군 장교가 되어 우리 독립 광복군에 총부리를 겨누었다"라면서 박정희의 친일 경력 의혹을 쟁점으로 꺼냈다. 윤보선과 장준하는 박정희의 월남파병 강행은 국익의 이름으로 젊은이들의 피를 파는 매국행위이며, 국민적 여론을 다른 곳으로 돌리려는 기만술이라며 비판을 가한다.
또, 장준하는 "우리나라 청년들을 남베트남에 팔아먹고 피를 판 돈으로 정권을 유지하고 있다"라며 베트남 파병을 비판했다. 서중석에 의하면 당시 윤보선과 장준하만 베트남 파병을 맹렬히 비난했다 한다. 제6대 대통령 선거에서 그는 윤보선을 지지하여, 지지 유세를 다니던 중 친일파 발언이 문제가 되어 1967년 4월 그는 대통령 선거운동 중 선거법위반으로 구속되어 3개월간 투옥당하였다. 1967년 7월에 석방되었다. 석방된 뒤에도 그는 월남전에 한국군 파병을 반대하였다.
광복군 출신인 장준하는 1967년 대선에 맞추어 나온 소설 광복군(저자 박영만)에 격분한다. 친일파 박정희 대통령을 비밀광복군으로 둔갑시켰기 때문이었다. 1967년 당시에 야당 대통령 후보 윤보선을 지지하며 전국을 돌아다니면서 줄기차게 비판한다. 고상만의 ‘중정이 기록한 장준하’ 책에도 언급돼 있다. ‘지금 현재 일각에서 박정희 후보가 광복군이라고 하면서 써놓은 책이 있는데 이것은 전부 다 거짓말이다. 내가 광복군이기 때문에 정확히 안다. 그는 당시에 만주에서 일본군 장교로 있었다’ 이같은 언급에 대해서 당시 중앙정보부가 중요상황 보고로 장준하의 발언을 다 일일이 기록했다.
만군ㆍ일본군 출신들이 중국(만주)에서 해방과 함께 광복군에 편입된 사연을 일본군을 탈출하여 광복군이 된 장준하는 다음과 같이 밝혔다.
《우리를 더욱 슬프게 한 것은 새로운 사실이었다. 일본이 항복하기 직전까지 통역이 아니면 일선 지구를 돌아다니는 아편 장사나 일군 위안소의 포주들까지도 하루 아침에 광복군 모자 하나씩을 얻어 쓰고 독립운동가, 망명가, 혁명가를 자처하는 목불인견의 꼴이었다. 뿐만 아니라 같은 타국에 있는 동포 재산을 이런 자일수록 앞장서 몰수하기가 일쑤였고, 광복군도 1,2,3 지대로 나뉘어 대립을 보이고 있었다.(……)이런 상태에서 과거를 불문하고 독립운동자의 이름을 마구 나눠주었던 것이다. 아무나 들어오면 귀히 맞아들여(?) 광복군 모자를 하나씩 씌워주었다.》
1967년 11월 국회에 등원하여 의정활동을 시작하였고, 국회 의정활동기간 중 장준하는 국회 경제과학분과 위원회 위원과 국회 국방분과위원회 위원으로 활동했다. 의정활동을 하게 되면서 1968년 1월 1일 사상계(思想界) 발행인직을 일시적으로 부완혁에게 위임하였다.
1969년 4월 19일에는 4.19 10주년 기념 강연을 마친 뒤 침묵 시위에 들어가기도 했다.

#### 제4공화국

##### 국민당 창당에 참여
1970년 2월경부터 그는 새로운 정치세력의 규합을 위해 신당 결성 운동을 추진한다. 1970년 윤보선 등 민주당 구파 인사들이 신민당을 탈당할 때 장준하 역시 신민당을 탈당, 한동안 무소속 의원으로 활동하였다. 1971년 1월 6일 윤보선, 박기출 등과 함께 국민당(國民黨) 창당에 참여한다. 1971년 대선을 앞두고 신민당 대통령 후보자에 김대중이 선출되자 반발한 윤보선은 신민당을 탈당하여 박기출·장준하와 함께 국민당을 창당하게 된 것이다.
대통령 선거를 앞두고 윤보선과 함께 민족주의를 표방하면서 국민의 당을 만들고 청년학생들에게 상당한 영향력을 주 게 되었다. 71년의 대선에서 윤보선은 대통령 후보로 나섰다. 그러나 후보직을 사퇴하는 대신 다른 정치인에게 양보하기로 했다. 당시 범야권에서는 야당 후보 단일화라는 이름으로 야당 인사들은 그에게 후보 단일화를 위한 후보자 용퇴를 계속 요청하였다. 장준하는 열심히 윤보선을 지지하였고 지원 유세를 다녔다.
한편 국민당의 총재였던 윤보선은 장준하를 별로 좋아하지 않아, 한때 진보당에 참여했던 박기출을 대통령 후보로 지명 하였다. 한때 장준하는 국민당의 대안으로도 설정되었지만 그가 한때 김구의 비서였다가 이범석의 족청을 거쳐 장면에 의해 발탁된 인사였다는 점 역시 윤보선이 장준하를 탐탁지 않게 보는 하나의 이유였다. 그러나 윤보선의 부정적인 시각에 관계없이 장준하는 열심히 윤보선을 도왔다. 그러나 국민당은 10월 유신 이후 강제로 해산당하였다.

##### 10월 유신 전후
1972년 민주수호국민협의회에 참가하였다. 1972년 7월 4일 7·4 남북공동성명이 발표되자, 장준하는 '모든 통일은 선(善)'이라며 환영하였다.
민족주의자의 길

모든 통일은 좋은가? 그렇다. 통일 이상의 지상명령은 없다. 통일로 갈라진 민족이 하나가 되는 것이며, 그것이 민족사의 전진이라면 당연히 모든 가치있는 것들은 그 속에서 실현되어야 한다. 공산주의는 물론 민주주의, 평등, 자유, 번영, 복지 이 모든 것에 이르기까지 통일과 대립되는 개념인 동 안은 진정한 실체를 획득할 수 없다. 모든 진리, 모든 도덕, 모든 선이 통일과 대립되는 것 일 때에는 그것이 거짓 명분이지 진실은 아니다.

한반도 주변 열강, 미·소·일·중의 요구에 따라 남북한이 평화 공존으로 동결되고 그 이상의 통일을 향한 노력을 사실상 포기한다면 민족 분단은 더욱 항구화하고 통일과는 반대쪽으로 치달리게 될 것이다. 민족 통일은 처음부터 끝까지 민중이 할 일이다. 통일은 감상적 갈망이기도 하지만 우리들 하루하루의 생활과 직결된 것이다.

모든 통일은 좋은가. 그렇다. 통일 이상의 지상 명령은 없다.

7·4 남북공동성명의 숨겨진 배경도 감시해야 한다며 경계하였고 실제로 7·4 남북공동성명은 북한에 굴욕적인 회담으로 드러났다. 그러나 그는 박정희의 남북회담 대표직은 거절했다. 박정희는 그에게 계속 남북회담 대표직을 맡아줄 것을 제의하고, 국가공로상, 연금 지급을 제의하였으나 거절했다.
1973년 2월 장준하는 민주통일당 창당에 참여, 최고위원에 뽑혔다. 1973년, 긴급조치가 기본권 탄압이라며 비판하고 개헌이 필요하다고 주장한 혐의로 기소돼 징역 15년에 자격정지 15년을 선고받았다. 3월 제9대 국회의원 총선거에 민주통일당 공천을 받고, 통일당 후보로 총선에 출마했으나 낙선하였다.

#### 출소와 병원 입원
1973년 12월 24일 YMCA회관에서 전격적으로 개헌청원운동본부를 발족시켜 ‘헌법개정 백만인 서명운동’을 벌였다. 이로 인해서 1974년 4월 대통령 긴급조치 제1호 위반혐의로 구속되었으며, "헌법개정을 빙자하여 국론을 분열시키고 사회의 불안을 조성"했다는 죄목으로 징역 15년, 자격정지 15년형을 선고받았으나, 그해 12월 심장협심증과 간경화 증세 악화로 인한 형집행정지로 출감하였다.
고혈압과 협심증 등으로 10개월 20일 만에 출감 한 그는 종로구 견지동에 있는 조광현내과 203호실에 입원하였다.
| “ | 죽어서야 나올 줄 알았는데 학생들을 놔두고 혼자 나오니 가슴이 아프다. | ” |

출감 직후 부인 김희숙과 가족 외에 김옥길 등이 교도소에 방문했고, 입원 후에는 함석헌의 방문을 받았다.

### 생애 말기

#### 모종의 거사 시도
1975년 4월 민주통일당을 탈당하였다. 사망일인 1975년 8월 17일을 며칠 앞두고 30년 넘게 보관해 온 중경(충칭)임시정부의 태극기를 대학 박물관에 기증하는가 하면, 아내와 갑자기 천주교식 혼례의식을 치르고, 백범 묘소와 망우리에 있는 부모의 묘소를 찾아 참배했다. 뭔가 중대한 일을 앞둔 사람처럼 신변 정리를 서둘렀다는 얘기다.
장준하는 1975년 들어 평소 잘 만나지 않던 김대중과 만나고, 함석헌·홍남순과 접촉하며 8월 15일, 광복절 30주년을 맞아 모종의 거사를 계획했다. 마침 김영삼이 동남아 여행중이라 그가 귀국한 뒤인 8월 20일로 계획은 연기되었다. 장준하의 아들 장호권은 이 당시 ‘무엇인가 어마어마한 일’이 계획되고 있었으며, 장준하가 “박정희를 깨는 것은 민중의 힘으로 역부족이니 게릴라전으로라도 박을 제거해야 한다. 군부 쪽에도 상당한 연계가 되어 있다”고 말했다고 증언한다. 또한 1976년 4월에 자신이 테러를 당했을 때 주한 미 대사 하비브가 찾아와 “당신 아버지가 이루고자 했던 일이 이뤄질 터이니 몸조심하고 기다려라”고 했다고 한다.
이런 정황으로 볼 때, 장준하는 재야와 야당 전체를 아우르고 군부 일부가 동조하는 어떤 거사를 계획중이었으며, 여러 가지 증언으로 미루어 8월 20일경으로 예정된 것은 확실해 보인다. 또한 장준하는 국회의원 재직 시절 사적인 인연이 있던 김재규와 만났는데, 당시 2군단장이던 김재규는 장준하의 국방위 의정활동과 청렴상에 감동하여 장준하의 죽음 이후 박선호를 시켜 가족들을 돌봐주었다. 1976년 말, 김재규는 장호권을 남산으로 불러 “부친의 사망사건은 언젠가 진실이 밝혀질 것”이라고 말해주고, 10·26 3개월 전에는 미국에 나가 있는 것이 좋을 것 같다고 미국행을 권유했다. 2005년 11월 한 언론과의 인터뷰에서 장호권은 장준하의 계획에 포함되었던 군내 동조 세력이 김재규 등이며, 10·26도 장준하의 영향을 입은 것이 확실하다고 주장하였다.

#### 최후
박정희정권의 감시가 더욱 심해지던 1975년 8월 17일, 장준하는 유신정권에 저항하는 거사와 관련해 당시 비밀리에 김대중 등 다른 야당 인사들과의 연락을 돕고 있던 자신의 측근 임춘원을 집으로 초대해 아침식사를 했다. 식사를 마치고 장준하는 호림산악회 회원 약 40여명과 함께 경기도 포천 이동면의 약사계곡 입구에 도착하여 약사봉에 올랐다. 그리고 이날 오후 약사봉에서 약사계곡 방향으로 뻗은 절벽 아래에서 김용환 및 호림산악회 회원들에 의해 사체로 발견되었다. 이날 형식적인 사고 조사와 시신 수습이 이뤄진 이후, 시신은 유족들에게 인계되었다.
임춘원은 1960년대 서울 종로에서 상아탑학원을 설립해 운영하며 큰 재산을 모은 재력가로 장준하의 사상계 출판을 남몰래 재정적으로 도와주다가 박정희 정권의 탄압을 받아 고초를 겪고 장준하의 측근이 된 인물이었다. 그의 증언에 의하면 장준하는 천주교에 입교하였다는 말과 임시정부 태극기 등을 이화여자대학교 박물관에 기증했다는 말을 하였고, 며칠전 망우리에 있는 부모의 산소에 다녀왔다며 벌초로 갈라진 자신의 손바닥을 펴보이며 보여주기도 하였다. 하지만 벌초로 생긴 이 손바닥의 상처는 나중에 경찰에 의해 장준하가 산에서 추락하는 도중 소나무 가지를 붙잡아 생긴 것이라며 그의 추락사를 뒷받침하는 증거로 왜곡되어 발표되었다.
 "나는 8월이 다가오면 가슴이 설레인다. 8월에는 광복절이 있고 선생께서는 조국 광복이 있던 8월달을 그렇게 좋아하셨다. 그러나 안타깝게도 선생은 1975년 8월 17일 경기도 포천군 이동면 도평3리 험준한 약사골 한켠에서 비통하게 떠나셨다. 선생이 떠나시던 그 날, 선생은 아침에 나를 집으로 불러 아침식사를 함께 했다. 그 날 따라 날씨가 몹시 더웠다. 부채도 잘 부치지 않는 선생의 사모님은 이상한 선풍기를 갖다 놓고 돌렸는데, 덜그럭 덜그럭 하는 소리마저 나서 더 더운 것 같았다. 선생은 나에게 손을 펴보이면서 엊그제 망우리 산소를 다녀오셨다는 말씀을 하시면서 손바닥이 갈라져 있는 모습을 펴 보이셨다. 그런데 그 며칠 뒷날, 선생께서 등산을 하다가 실족하여 산에서 떨어질 때 소나무를 붙잡아서 손바닥이 갈라졌다고 하는 왜곡된 언론보도를 보고, 나는 그들의 허무맹랑한 보도에 항의하다가 또다시 붙잡혀 가서 일주일동안 남대문 경찰서에 갇혀 있었던 기억이 새롭다. 그 날 아침에 선생은 또 이런 말씀을 하셨다. 보름 전이라고 하시던가, 아니면 20여일 전이라고 하셨던가는 정확하지 않지만 당신이 가지고 있던 독립과 관련된 태극기나 김구 선생으로부터 받은 보든 것들을 이화여자대학교에 다 주셨다고 했다. 또 장로회에 입교했다고도 말씀하셨다. 나는 참으로 이상하게 생각했다. 그렇게도 기독교 신앙에 빠져 계시던 분이 왜 장로회에 입교하시게 되었나 하는 것이다. 그리고 나는 선생이 돌아가신 이후에도 왜, 생전에 자신이 귀하게 간직하던 중요한 것들을 그렇게 허망하게 떠나시기 며칠 전에 모두 학교에 기증하고, 장로회에 입교하셨는지 지금도 궁금하게 생각하는 대목이다." 임춘원, <<내 속에 살아 숨쉬는 등불>>, '아, 장준하' 추모의 글 모음에서, 장준하기념사업회.

### 사후

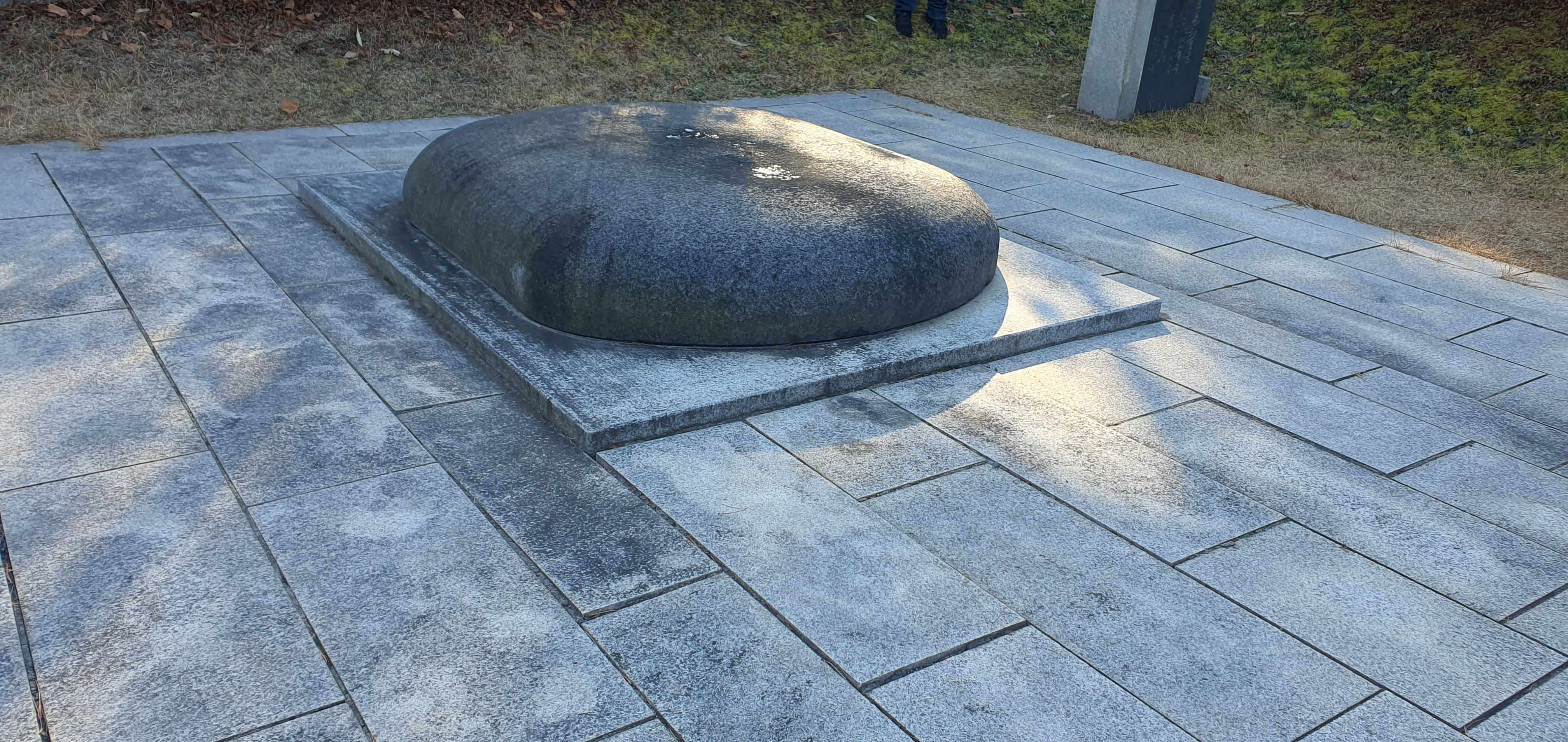
파주시 장준하 공원에 위치한 장준하의 묘소 (2012년 공원으로 이장)

유족에 의해 운구된 시신은 8월 18일 오전에 상봉동 자택 안방에 마련된 빈소에 안치되었다. 부고를 접한 함석헌, 양호민, 김준엽, 계훈제 등이 8월 17일부터 자리를 지켰고, 8월 18일에는 김대중, 양일동, 고흥문, 정일형 등 정치인들과, 김옥길 이화여자대학교 총장, 김동길 교수 등 1백여 명이 빈소를 다녀갔다. 신민당 김영삼 총재는 외유 중이어서 조화를 보냈다.
8월 21일 오전 8시에 자택에서 가족 발인예배가 엄수되었다. 이어 유해는 영구차로 장로교회로 옮겨져 오전 10시에는 목사들 이 집전하는 영결예배가 거행되었다. 신구 합동으로 열린 이 장례식에는 백낙준, 유진오, 김영삼, 김대중, 박순천, 함석헌, 양일동, 김홍일, 김준엽, 김동길, 천관우 등 각계 지인들과 시민 1,500여 명이 참례했다. 영결식 후 유해는 시청앞, 국회의사당, 중앙청을 거쳐 서대문형무소 앞을 지나 경기도 파주군 광탄면의 나사렛 묘지에 옮겨져 안장되었다.
장준하 사후 1주일 뒤에 호림산악회 회원 및 지인들이 사고 현장에서 추모등반 행사를 가졌다. 사후 1개월 뒤인 9월 17일에는 후학 및 민주화운동 동지 80여 명이 참석한 가운데 사고 현장에서 추모비 제막식이 열렸다. 비문에는 다음과 같이 적혀 있다.
오호 장준하 선생!
여기 이 말없는 골짝은
빼앗긴 민주주의 쟁취, 고루 잘 사는 사회, 민족의 자주평화,
통일운동의 위대한 지도자 장준하 선생이 원통히 숨진 곳.
뜻을 같이 하는 젊은이들이 맨 손으로 돌을 파 비를 세우니,
비록 말 못하는 돌부리 풀뿌리여!
먼 훗날 반드시 돌베개의 뜻을
옳게 증언하리라.

1985년 8월 '장준하선생 10주기 추모행사'가 열렸다. 노태우 정부 출범 이후인 1991년 8월 15일 건국훈장 애국장이 추서되었고, 1993년 4월 15일 제1회 한신상이 추서되었다.
1995년 8월 16일 20주기 추모행사 및 추모문집 출판기념회가 열렸다. 1999년 11월 1일 금관문화훈장이 추서되었다.
2012년 8월 17일 파주시 탄현면 성동리에 장준하 공원이 건립되었으며, 개원에 앞서 장준하의 유해가 8월 1일에 나사렛 천주교 공동 묘지에서 공원으로 이장되었다.

## 평가

### 긍정적 평가
안병욱은 ‘칼의 힘과 펜의 힘’(사상계 1969년 12월호)에서 다음과 같이 저술했다.
“‘사상계’는 펜을 가지고 칼에 대항했다. 지성의 무기를 가지고 권력의 아성에 육박했다. ‘사상계’에는 계몽의 메시지가 있었고, 비판의 언어가 있었다. 독재에 항거하는 자유의 절규가 있었고 관권에 대결하는 민권의 필봉이 있었다.” 함석헌은 ‘돌베개와 브니엘’이라는 글에서 장준하를 “장준하의 사람됨을 보면 구약의 야곱 같은 데가 있습니다. 참사람이 되는 데 없어서는 안 되는 무외(無畏)의 덕을 그는 풍부히 가지고 있습니다. 겁이 없습니다. 무서운 것이 없습니다.”라고 평가하였다.
고려대학교 교수이자 장준하의 친구였던 김준엽은 신청년이라는 이름의 중국 잡지를 예로 들면서 '사상계'는 자유·민권운동, 통일 문제, 경제발전 문제, 새로운 문화의 창조, 정의로운 복지사회를 줄기차게 추구했고, ‘사상계’를 중심으로 우리 나라의 대표적인 지성인들이 모여 현대사에 큰 족적을 남겼다고 평가하였다.
지명관은 ‘사상계’가 우리나라 지식인들에게 앙가주망의 전통을 만들어주었다는 점에서 높이 평가했다. 그는 “장준하 선생 같은 분은 우리나라 역사에서 다시 있을 수 없는 사람인 것 같다”고 했다.

영문학자 여석기는 ‘사상계’는 ‘좋은 잡지’였고 ‘잘 팔리는 잡지’였다고 하면서, “이런 경우가 앞으로 있을 것이라고 잘 믿어지지 않는다”고 했다.

언론학자 정진석은 1950년대부터 60년대에 이르기까지 우리나라 잡지를 대표한 것은 ‘사상계’였으며, 장준하는 잡지 언론인으로는 제1인자로 이 나라 언론과 민주주의 발전에 획기적인 업적을 남겼다고 평가했다.
한편 한겨레 21에서 실시한 설문조사 에서는 8.15 해방 이후 민족주의의 맥을 이었다는 평가와 50∼60년대 척박한 지적 풍토 속에서 <사상계>를 창간하며 당시 지식인들에게 커다란 영향을 끼쳤다는 점이 높게 평가됐다.

### 부정적 평가
강원용은 그가 존경받아 마땅하나 그의 사상계 등의 활동에 대해 정치적인 목적이 강했다고 평하였다. 정치적인 목적으로 사상계 등을 창간하였으며 제3공화국 출범 뒤에는 박정희에 반대하는 것으로 정치적 목표를 바꿨다고 평하였다. 한편 5·16 군사 정변 초기 5·16 군사 정변을 지지한 것에 대한 비판적인 시각도 있다. 그가 '김구한테 붙었다가 장면한테 붙었다가, 또 윤보선을 따라다니며 색깔논쟁에 열 올렸다'는 비판도 있다.
또한 장준하는 이범석이 족청을 통해 발호하자 독립군 시절 사령관이었던 그와 인연을 끊을 정도로 청렴했지만, 한편으로는 김원봉이 일본군을 탈출한 한국인 청년들을 미인계로 매수하려 한다고 비이성적인 비난을 한 바 있다. 여기에는 김구의 비서로서 그 영향을 받은 반공주의적 시각이 작용한 것으로 보인다. 또한 야마하 피아노가 일제라고 광고를 싣지 않을 정도의 결벽적 배일주의자면서 대표적인 친일 문인 김동인을 기리는 동인문학상을 제정하고, 《사상계》 1957년 12월호에는 역시 친일파인 최남선을 추모하는 〈육당 기념호〉를 발행하며 최남선을 ‘친근한 벗이요 경애하는 스승’이라고 찬양하는 권두언을 쓰는 등 이해할 수 없는 행동을 보였다. 장준하의 이런 모순된 모습들은 그의 시각이 어느정도 왜곡되어 있었음을 보여주며, 냉전 시기 반공주의 지식인의 어쩔 수 없는 한계라고 할 수 있다.

## 기타
윤보선, 장면, 이철승, 유진산, 김영삼, 김대중 외에 3공, 4공 시절 박정희의 강력한 정치적 경쟁자들 중의 한사람으로 지목되었으며 일부에서는 그를 현직 대통령인 박정희에 대비하여 재야 대통령이라는 별명을 붙여주기도 했다.
아들이자 미국 코네티컷에 거주 중인 장호준 목사가, 박정희 아들이며 박근혜 남동생 박지만에게 공개 서한을 썼다. "장준하 선생 아들이 박지만에게 보내는 글"

### 병적 기록부 발견
장준하 등이 일본군을 탈영했다는 주장의 진실을 찾기 위해 2004년 열린우리당 소속 국회의원 전병헌은 직접 일본군 측 자료를 조사하던 중 장준하의 일본군 탈영 증거와 병적기록부(유수명부)를 발굴해냈다. 이는 2004년 10월 국회 정무위원회에서 언론에 공개했다.
당시 열린우리당 전병헌 국회의원은 6일 "<유수명부(留守名簿)>에 남겨진, 장준하 선생이 1944년 1월 일본 학도병으로 징집되었다가, 그해 7월 7일 중국 서주에서 탈출해 6000리 대장정 끝에 중경에 도착, 한국 광복군에 합류했다는 기록이 발견됐다"며 "이 기록은 장 선생의 자서전 <돌베개>의 기록과도 일치한다"고 밝혔다. 이로써 장준하 선생의 일본군 징집 및 탈출 기록이 공개되었다. 0
전 의원에 의해 공개된 자료에 따르면, <유수명부>에서 찾아낸 장준하 선생의 이름(하리야스 슌가·張安俊河), 소속부대(제7991부대), 생년월일 및 본적지(평안북도 삭주군 외남면 대관동 258), 부친의 성명(장석인·張錫仁), 역종·병종 및 계급, 공탁금 번호와 상단에 탈출일자 및 탈출지 등이 기재돼 있다. 전체 114권으로 구성된 '유수명부'는 일본군의 해외파견 군인·군속의 명부로 탈출(逃亡) 및 이탈, 사망 등 행방불명된 자의 기록을 날짜와 장소와 함께 기록돼 있으며, 일본군으로부터 이탈하거나 탈출한 한국인 병사들에 대한 기록이 각 권 뒷부분에 따로 정리돼 있다.
병역 내용에 의하면 1944년(소화 19년) 1월 20일 일본군 제65사단 7991부대에 배치됐으며, 같은 해 7월7일 중국 장쑤성(江蘇省) 쉬저우(徐州)에서 탈영한 것으로 나타났다. 명부는 상단에 ‘도망(逃亡) 쉬저우’라고 기재, 장 선생의 탈영 사실을 밝히고 있다. 이는 장준하가 생전에 자서전 ‘돌베개’에서 밝힌 내용과 일치한다.

### 김원봉에 대한 부정적인 시각
장준하는 조선의용대의 수령이자 한국광복군 1지대장이었던 김원봉을 부정적으로 평가하였다. 장준하는 김원봉을 가리켜 '판에 박힌 공산주의자.', '공산당 노선을 취한 자'라며 혹평을 가하기도 했다.
1944년 일본군 탈출 직후의 장준하, 김준엽 등을 영입하려는 제의를 거절했다. 그러나 김원봉은 계속 사람을 보내 이들을 설득하려 했는데, 장준하는 김원봉이 일본군 탈영병, 학도병들 사이에 이간질을 획책했다고 한다. '김약산의 부하로 파견된 분견대장의 설득공작이 실패한 것을 알아차린 그들은 곧 우리에게 이간공작을 시작했다.는 것이다.
장준하는 일본군이나 학도병 탈영자들을 포섭하는 과정에서 '김원봉 일파에서는 미인계까지 쓰고 나서는 형편'이라 하였다. 또한 장준하는 김원봉이 광복군의 신뢰를 떨어뜨리기 위해서 계략을 꾸몄다고 비난했다. '김원봉이 열심히 임정과 광복군에 대한 불신작용을 일본군 출신 부대에 가했다.'고 진술했다.
장준하는 김원봉의 민족유일당 결성 운동의 의도 역시 의심하였다. '김약산은 그때 김규식 박사를 당수로 업고 이끌고 있는 조선민족혁명당의 부당수로 있기는 했으나 이미 판에 박힌 공산분자의 한사람이었다. 아마 연립정부 내각에 참여하기 위해서 조선민족혁명당을 조직했던 것 같다.'는 것이다. 그는 김원봉을 부정적으로 평가했고, 김원봉이 월북함으로써 그의 주장은 신빙성을 얻게 되었다.
또한 장준하는 1945년 광복 직후에도 그가 이간질을 획책했다는 의혹을 제기했다. 광복군 대원들의 무지와 행패가 계속될 때 그가 이를 이용하려 했다는 것이다. '일본군 출신 부대로 하여금 임정이나 광복군에 대한 불신을 부채질하면서 그 어부지리를 노리는 김원봉의 계산이었다'고 했다. 광복군 편입을 거절하고 버티던 일본군 출신 부대의 책임자 격으로 있던 황모에게 김원봉이 직접 이소민을 파견, 광복군 제1지대로 끌어들일 공작을 했다는 것이다. 또한 장준하는 '김원봉이 열심히 임정과 광복군에 대한 불신작용을 일본군 출신 부대에 가했다.'고 했다.

## 학력
- 평안북도 선천 교동소학교 수료
- 평안북도 삭주 대관보통학교 졸업
- 평안남도 평양 숭실고등보통학교 수료
- 평안북도 신의주 신성고등보통학교 졸업
- 일본 도요 대학교 철학과 중퇴
- 일본 일본신학교 중퇴
- 한신대학교 졸업
- 국방대학교 행정학사 1기 졸업(1956년)

## 기타 약력
- 1932년 4월, 평양의 숭실중학교 입학. 동아일보사의 ‘브나르도 운동’에 참여
- 1941년, 친구인 마라톤 선수 김익준의 권유로 일본 유학을 결심, 일본 도쿄에 유학
- 1941년 4월, 도요대학 예과 입학
- 1943년 11월, 신안소학교 시절의 제자이며 하숙집 딸이었던 김희숙(당 17세)과 결혼. 그녀가 정신대에 끌려가는 것을 막기 위한 뜻도 있었다고 함.
- 1945년 1월, 중국 충칭에서 광복군에 편입, 광복군 대위에 임관되어 독립 투쟁에 몸바침.
- 1945년 8월 18일, 독립군 신분으로 서울에 들어왔으나, 일본군의 저지로 다시 돌아감.
- 1946년 4월 26일, 김규식이 만든 한국청년회에 가입함. 그러나 곧 한국청년회를 탈퇴하고 이범석의 민족청년단으로 건너갔다.
- 1947년 12월, 이범석의 민족청년단에 가입하다.
- 1952년 9월, 월간 《사상》을 창간함.
- 1962년 8월, 막사이사이상 언론 문학상을 받음.
- 1965년 '조국 수호 협의회'에 참여하여, 한-일 조약 반대 투쟁을 벌임.
- 1966년 아버지 목사 장석인 사망
- 1967년 6월, 옥중 출마로 서울 동대문 을구 국회 의원에 당선됨.
- 1970년 2월, 새로운 민족 세력의 규합을 위하여 신당 운동을 추진함.
- 1970년 4월, 윤보선 등이 신민당을 탈당할 때 함께 탈당, 이후 무소속 국회의원으로 활동. 저서 돌베개 출간.
- 1970년 윤보선, 박기출 등과 선명여당 국민당 창당에 참여
- 1971년 '민주 수호 국민 협의회'에 참여함.
- 1973년 양일동 등과 민주통일당 창당에 참여하고, 통일당 최고위원에 선출되다.
- 1975년 4월 민주통일당 탈당.
- 1975년 8월 모종의 거사 계획 중 의문사.
- 1991년 8월 15일, 건국훈장 애국장이 추서됨.
- 1993년 4월 15일, 제1회 한신상이 추서됨.
- 1999년 11월 1일, 잡지의 날을 맞아 금관문화훈장(1급)이 추서됨.

## 저서
- 《돌베개》
- 《민족주의자의 길》
- 《지식인과 현실》 (세계사, 1992)

## 방송
- 2004년 1월9일 KBS 인물현대사26편 장준하 1부 민족주의자의 길[108][109]

- 2004년 1월17일 KBS 인물현대사27편 장준하 2부 거사와 죽음의 진실[110][111]

- 1999년 8월 15일 MBC 다큐멘터리 아!장준하 구국장정 6천리

## 상훈
- 1962년 8월 필리핀 막사이사이상
- 1991년 8월 15일 건국훈장 「애국장」
- 1994년 4월 15일 한신대학교 제정 제1회「한신상」
- 1999년 11월 1일 「금관문화훈장」

## 기타

### 가족의 생활고 논란
가족들은 사후에도 박정희 정권에 의한 압박에 시달렸다. 장남 장호권은 1976년에 테러를 당해 투병생활을 하기도 했으며, 정보기관의 압력으로 취업이 곤란해져 가족이 흩어지는 결과로 이어졌다. 반면 박정희 정권 말기 중앙정보부 부장이었던 김재규는 유족에게 미국행을 권유하는 등 일부 편의를 제공했다. 2012년에 장남 장호권은 노모와 일원동의 월세집에서 연금 월 100여만원에 의지하여 생활고에 시달리고 있다고 증언하였다. 이에 대해 국가보훈처는 독립유공자예우에 관한 법률 시행령 제6조에 의거하여 미망인에게 월 143만 1천원의 보상금이 지급되고 있으며, 일원동 아파트도 동 법률에 따라 특별공급받은 주택이라고 밝혔다.

## 가족 관계
두 고모는 아버지 장석인보다 연상이었다.
- 할아버지 : 장윤희(張潤熙, 1864년 ~ 1952년)
- 할머니 : 김해 김씨(金海 金氏)
  - 고모 : 장씨
  - 고모 : 장씨
- 아버지 : 장석인(張錫仁, 1896년 8월 23일 ~ 1966년 6월 6일, 목사)
- 어머니 : 김경문(金京文, 1894년 12월 22일 ~ 1950년 6월 28일)
  - 여동생 : 장영하 (張英河, 1922년 ~ 1998년)
  - 남동생 : 장명하 (張明河, 1925년 ~ 2009년)
  - 남동생 : 장익하 (張益河, 1929년 ~ 1951년?, 6.25전쟁 당시 UN군 통역장교로 복무중에 실종)
  - 남동생 : 장창하 (張昌河, 1937년 ~ )
- 배우자 : 김희숙 (金熙淑, 1926년 ~ 2018년)
  - 장남 : 장호권 (張豪權, 1949년 5월 14일 ~ )
  - 자부 : 신정자 (1948년 ~ 2022년 5월 27일)
    - 손녀 : 장원경 (1976년 ~ 2021년 10월 28일)
    - 손녀 : 장원희 (1986년 ~ )

  - 차남 : 장호성 (張豪誠, 1952년 ~ )
  - 자부 : 문주자 (文珠子, 1951년 ~ )
    - 손녀 : 장정아 (張晶雅, 1977년 ~ )
    - 손자 : 장현욱 (張賢煜, 1980년 ~ )

  - 장녀 : 장호경 (張豪瓊, 1955년 ~ )
  - 사위 : 한영상 (韓永相, 1952년 ~ 2006년)
    - 외손녀 : 한지연 (1978년 ~ )
    - 외손녀 : 한가연 (1980년 ~ )

  - 차녀 : 장호연 (張豪姸, 1957년 ~ )
  - 사위 : 양충헌 (梁忠憲, 1949년 ~ )
    - 외손자 : 양석민 (1980년 ~ )
    - 외손자 : 양석진 (1982년 ~ )

  - 3남 : 장호준 (張豪峻, 1958년 ~ , 미국 코네티컷 주 소재 United Church of Christ(UCC) 유콘스토어스한인교회 목사 / ‘사람 사는 세상을 위한 미주희망연대’ 의장[115])
  - 자부 : 권혜원 (權惠媛, 1958년 ~ )
    - 손녀 : 장해니 (張海馜), 1982년 ~ )
- 장인 : 김준덕(金俊德)
- 장모 : 노선삼(盧仙三, 천주교인 세례명은 비리스도)

## 장준하를 연기한 배우들
- 정승현 - 1981년 - (제1공화국) MBC 드라마
- 전국근 - 1995년 - (제4공화국) MBC 드라마
- 조승룡 - 2005년 - (청년 장준하) 뮤지컬

## 같이 보기
- 사상계
- 도서출판 한길사
- 한신대학교
- 대한민국 임시정부
- 제1공화국
- 문교부
- 국토건설단
- 민주의원
- 민족청년단
- 제2공화국
- 비상국민회의
- 국민당
- 동인문학상
- 민주통일당
- 신민당
- 한국청년단
- 도요 대학
- 광복군

## 주해
1. ↑  당시 조선총독부는 위안부를 모집 혹은 공출해갈 때 결혼한 여성은 데려가지 않았다.
2. ↑  국토건설단은 대졸 미취직자들의 직업 확충을 위해 장면 내각에서 설치한 기관이었다.
3. ↑  이는 제2 공화국정부의 여당세력인 민주당내 신,구파 싸움(윤보선세력과 장면세력)에 실망감과 싫증을 느껴서 처음에 그랬던것으로 추측된다.[43]
4. ↑  김재규의 형이 장준하의 아버지에게 가르침을 받은 적이 있다고 한다.―장호권의 증언
5. ↑  장준하는 장면 내각의 관료였다.

## 관련 자료
- 장준하, 김재규의 박정희 암살계획 알았나? - 오마이뉴스 오마이뉴스 2004년 1월 19일자
- 강준만, 《한국현대사산책:1970년대편2》 (인물과 사상사, 2006)
- 강원용, 《역사의 언덕에서 3:Between and Beyond》(한길사, 2003)
- 박경수, 《장준하:민족주의자의 길》 (박경수, 돌베개, 2003)
- 서중석, 《비극의 현대지도자》 (성균관대학교출판부, 2002)
- 장준하, 《민족주의자의 길》 (장준하, 세계사, 1992)
- 최기일, 《자존심을 지킨 한 조선인의 회상》 (생각의나무, 2002)
- 정경모, 《찢겨진 산하》 (한겨레신문사, 2002)
- 김삼웅, 《장준하 평전》 (시대의창, 2009)
- 장준하, 《돌베개》 (세계사, 1992)
- 장준하, 《지식인과 현실》 (세계사, 1992)
- 박경수, 《장준하:민족주의자의 길》 (박경수, 돌베개, 2003)
- 서중석, 《비극의 현대지도자》 (성균관대학교출판부, 2002)
- 장준하, 《민족주의자의 길》 (장준하, 세계사, 1992)
- 최기일, 《자존심을 지킨 한 조선인의 회상》 (생각의나무, 2002)
- '장준하'1부 - 민족주의자의 길'[깨진 링크(과거 내용 찾기)] KBS 2TV 2004년 1월 9일(금)
- 장준하 제2부 '거사와 죽음의 진실'[깨진 링크(과거 내용 찾기)] KBS 2TV 2004년 1월 16일(금)
- 일본군이 작성한 장준하 탈출 기록 발견 오마이뉴스 2004년 10월 17일
- “박정희-장준하, 독자적 근대화 의식공유” 동아일보
- 고상만, 《장준하, 묻지 못한 진실》 (고상만, 돌베게, 2012)

## 역대 선거 결과
|  | 59.62% |

|  | 9.33% |

## 참고 자료
- '장준하사건' 개요ㆍ쟁점[깨진 링크(과거 내용 찾기)] - 한겨레 2005.02.03 작성
- [건국 60주년 특별연재/책으로 본 한국 현대인물사 ④] '사상계' 와 장준하:낭떠러지에 걸린 죽음, 그 역사의 두루마리에 봉인된 뜻은 신동아
- ‘유수명부’서 장준하선생 기록 발견 문화일보 2004년 10월 6일